# COVID-19-Pandemie
Die COVID-19-Pandemie (auch Corona(virus)-Pandemie oder Corona(virus)-Krise) war der weltweite Ausbruch der Infektionskrankheit COVID-19.
Die Pandemie führte in vielen Ländern zu drastischen Auswirkungen. Es handelte sich um die umfangreichste Pandemie des 21. Jahrhunderts.
Am 31. Dezember 2019 wurde der Ausbruch einer neuen Lungenentzündung mit noch unbekannter Ursache in Wuhan in China bestätigt. Am 30. Januar 2020 rief die Weltgesundheitsorganisation (WHO) angesichts der Ausbreitung und schnellen Zunahme der Infektionen mit dem Coronavirus 2019-nCoV eine internationale Gesundheitsnotlage aus. Am 11. Februar 2020 schlug die WHO den Namen COVID-19 für die Infektionskrankheit vor. Im Januar 2020 entwickelte sich die Krankheit zur Epidemie in China und am 11. März 2020 erklärte die WHO die bisherige Epidemie offiziell zu einer weltweiten Pandemie. Verursacht wird die Erkrankung durch eine Infektion mit dem bis dahin unbekannten Coronavirus SARS-CoV-2. In zahlreichen Ländern der Welt gab es im Verlauf der Pandemie massive Einschnitte in das Alltagsleben. Zu den gesamtgesellschaftlichen Auswirkungen der COVID-19-Pandemie gehörte auch die Wirtschaftskrise 2020–2021.
Am 29. September 2020 meldete die WHO bei über 33.000.000 bestätigten Infizierten über 1.000.000 bestätigte COVID-Tote. Dies sind allerdings nur die bestätigten Fallzahlen, ohne die Dunkelziffer. Die Berechnungen der Übersterblichkeit des britischen Wirtschaftsmagazins Economist ergaben, dass bis August 2020 etwa 1,5 bis 2 Millionen Menschen (0,019–0,026 % der Weltbevölkerung) an den Folgen von COVID-19 gestorben seien und 500 bis 730 Millionen sich infiziert hätten. Die kumuliert gerechnete Zahl der Infizierten erreichte 6,34–9,3 % der Weltbevölkerung. Die Daten der Übersterblichkeit beschränkten sich allerdings auf westeuropäische Länder, einige Staaten Lateinamerikas, Russland, die USA, Südafrika und mehrere andere größere Staaten. Im Mai 2021 schätzte die WHO, dass bis zu diesem Zeitpunkt ca. 6–8 Mio. Menschen an COVID-19 gestorben seien. Einer im März 2022 erschienenen Untersuchung einer Forschergruppe um Haidong Wang vom Institute for Health Metrics and Evaluation der University of Washington in Seattle zur globalen Übersterblichkeit von Anfang 2020 bis Ende 2021 nach wird die Zahl der COVID-19 zuzurechnenden Toten auf damals 18,3 Millionen geschätzt. Darüber hinaus ergab die Studie sehr erhebliche Unterschiede in den einzelnen Regionen und Ländern sowie sehr unterschiedliche Diskrepanzen zwischen offiziellen Angaben zu Coronatoten und den sich in der Übersterblichkeit abbildenden tatsächlichen Zahlen. In Deutschland seien im untersuchten Zeitraum vermutlich 203.000 Menschen in Zusammenhang mit COVID-19 gestorben, im Unterschied zur offiziellen Zahl von 122.000 COVID-19-Toten.
Das Virus veränderte sich im Verlauf der Pandemie mehrmals. Im Dezember 2020 wurde in Großbritannien die Virusvariante Alpha (B.1.1.7, zuvor VOC-202012/01) gemeldet, etwa 60 Prozent ansteckender als der bis dahin vorherrschende Virustyp. In Südafrika verbreitete sich die Variante Beta (B.1.351, zuvor 501.V2), in Brasilien die Variante Gamma (P.1) und in Indien zunächst die Variante B.1.617, aus der sich ihre Untervariante Delta (B.1.617.2 mit Untervarianten AY.*) entwickelte und ab Frühjahr 2021 bis zum Sommer weltweit durchsetzte, noch einmal etwa 60 % ansteckender als Alpha. Ende November 2021 wurde im südlichen Afrika die Variante Omikron (B.1.1.529 mit Untervarianten BA.*) entdeckt, die sich mit einer Verdopplungszeit von etwa 1,5 bis 3 Tagen schnell weltweit ausbreitete, auch in Bevölkerungen mit verbreiteter Immunität gegen vorherige Varianten.
Am 28. Januar 2021 überstieg die Anzahl der weltweit bestätigten Infektionen die Marke von 100 Millionen; die doppelte Zahl von 200 Millionen Fällen wurde am 4. August 2021 und damit rund vier Monate schneller als die erste Marke erreicht. Am 6. Januar 2022 erreichte die Anzahl der weltweit bestätigten Infektionen die Marke von 300 Millionen und am 8. Februar 2022 die von 400 Millionen Fällen. Am 15. April 2022 wurde die Anzahl von 500 Millionen bestätigter Fälle weltweit erreicht. Im Dezember 2022 gab die Regierung der VR China nach landesweiten Protesten abrupt ihre bis dahin praktizierte Null-COVID-Politik auf. Daraufhin nahm die Zahl der COVID-Erkrankten und -Toten in der VR China stark zu. Im Laufe des Jahres 2020 wurden COVID-19-Impfstoffe entwickelt und zugelassen. 

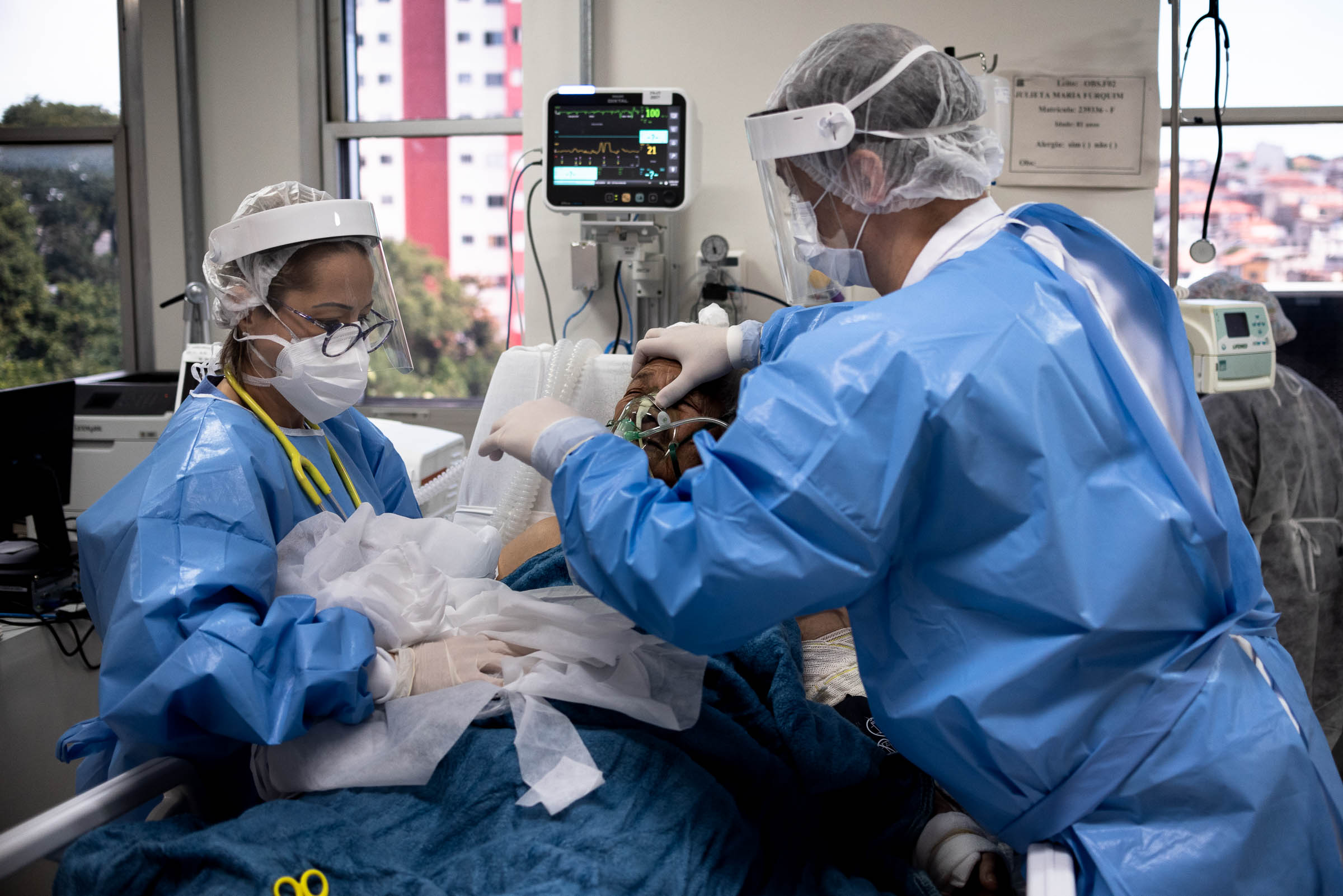
Medizinisches Personal mit Schutzkleidung

Am 5. Mai 2023 hob die WHO die internationale Gesundheitsnotlage auf, erklärte aber, dass das Virus weiterhin gefährlich sei und sich auch weiterhin neue gefährliche Varianten bilden könnten, und betonte zugleich: „Das bedeutet nicht, dass die Pandemie selbst vorbei ist, aber der globale Notstand, den sie verursacht hat, ist es vorerst.“ Zu diesem Zeitpunkt waren nach WHO-Schätzungen weltweit mindestens 20 Millionen Menschen an dem Virus gestorben.

## Krankheit
Die Krankheit COVID-19 und der Krankheitserreger SARS-CoV-2, die am Jahresende 2019 die Epidemie auslösten, waren vorher nicht bekannt. Im Verlauf des zunächst als lokaler Ausbruch und relativ schnell als Epidemie eingestuften Ereignisses mussten daher zunächst wesentliche Erkenntnisse über die Krankheit gewonnen werden. Dies betraf den krankmachenden Auslöser ebenso wie grundlegende Kennzahlen, die die Gefährlichkeit einer Krankheit bestimmen, und die Fakten, die die Verbreitung und mögliche Maßnahmen dagegen betreffen. Gleichzeitig erschwerten die rasante räumliche Ausbreitung und weitere Merkmale der Krankheit die Erhebung von genügend genauen Daten, um Verbreitung, Ausdehnung und Gefährlichkeit wissenschaftlich exakt zu bestimmen (siehe unten den Abschnitt Statistische Schätzungen und Simulationsstudien).
Zu Beginn gingen die örtlichen Behörden nicht von Mensch-zu-Mensch-Übertragungen aus, der direkten Infektion, da dies bei einem Erreger, der aus dem Tierreich auf den Menschen übergeht, einer Zoonose, eher die Ausnahme ist und man meinte, zunächst keine solchen Fälle identifiziert zu haben. Nachdem der Erreger als neuartige Unterart der Virenspezies Severe acute respiratory syndrome-related coronavirus (kurz SARSr-CoV) identifiziert worden war, gingen die Seuchenbekämpfer von ähnlichen Bedingungen aus wie bei der bereits zuvor bekannten Krankheit schweres akutes Atemwegssyndrom, ausgelöst durch das bis dato als SARS-CoV bekannte und später dann in Abgrenzung vom neu entdeckten Virus oft als SARS-CoV-1 bezeichnete Virus und der davon ausgelösten SARS-Pandemie 2002/2003. Wie sich später herausstellte, waren diese Annahmen falsch, insbesondere, was die Mensch-zu-Mensch-Übertragung und Verbreitung der Krankheit durch Träger ohne oder nur mit sehr leichten Symptomen betraf.
Im Verlauf des Februars 2020 zeigte sich, dass COVID-19 deutlich leichter als SARS übertragen wird, dass viele Infizierte keine Symptome aufweisen und dass asymptomatisch Infizierte oder Infizierte ohne deutliche oder mit noch nicht ausgeprägten Symptomen ansteckend sein können. Es wurde von Fällen berichtet, in denen Menschen andere Familienmitglieder angesteckt hatten, ohne dass sie selbst Symptome zeigten. Als auch Mitte März 2020 noch nicht ganz klar war, welche Rolle diese stillen Träger in der Pandemie genau einnehmen, legten Daten der chinesischen Regierung nahe, dass rund ein Drittel der positiv getestet Infizierten wohl asymptomatisch sind und einen relevanten Teil der Infektionen verursachen. Hinzu kam in den ersten Wochen des Seuchenzuges die Überforderung der Behörden in Wuhan, die zu einer derart hohen Dunkelziffer in dieser Region führte, „dass die gezählten Fälle dort nicht sehr aussagekräftig sind“, so der Epidemiologe René Niehus.
Die Weltgesundheitsorganisation stellte am 9. Juli 2020 in einer Veröffentlichung fest, dass das Virus auch durch Aerosole übertragen werden kann und dass infizierte Personen sowohl mit als auch ohne Symptome als Überträger fungieren können.

### Gefährlichkeit der Krankheit
Zur Einschätzung der Gefahr durch eine Epi- bzw. Pandemie werden unterschiedliche Faktoren betrachtet: Zu unterscheiden ist, ob eine Krankheit individuell für eine bestimmte Person, für eine bestimmte Bevölkerungsgruppe, für die Bevölkerung eines Staates, eine Region oder für die gesamte Welt eine Gefahr darstellt. Die WHO benannte deshalb in ihren täglichen Berichten die Gefährdungslage getrennt für China, Regional Level und Global Level (Stand 26. Februar 2020). Die wichtigsten Kennzahlen einer Epidemie sind die Übertragungsrate, die Ausbreitungsdynamik (zeitlich und räumlich), der Anteil schwerer Verläufe, die Letalität sowie die Inkubationszeit. Einige dieser Kennzahlen lassen sich erst im Nachhinein aus den Daten ermitteln, siehe den Abschnitt Probleme der Interpretation im Artikel Letalität. Andere werden maßgeblich durch die Immunitätslage in der Bevölkerung und durch menschliches Verhalten bestimmt und sind daher sehr variabel. Insbesondere die räumliche Ausbreitung und die Basisreproduktionszahl werden durch individuelle Faktoren wie Reiseverhalten, Kommunikations- und Kontaktarten sowie Hygieneverhalten stark beeinflusst.
Die WHO fasste am 19. Februar 2020 die bis dahin wissenschaftlich gesicherten Erkenntnisse (teilweise auf Abschätzungen durch Modellrechnungen beruhend) zusammen:
- Zeit zwischen Infektion und Auftreten der Symptome (Inkubationszeit): 0–14 Tage (Median 5–6 Tage)
- Zeit zwischen „Fall 1“ und dem davon angesteckten „Fall 2“ in einer Übertragungskette (Serielles Intervall): rund 5–7 Tage
- Letalität: war nicht gesichert bekannt. Die WHO unterscheidet zwischen zwei Berechnungsarten. Zum einen ist dies das Verhältnis der Anzahl der Fälle einer bestimmten Krankheit mit tödlichem Verlauf in einem bestimmten Zeitraum zu der Anzahl der bestätigten Fälle im gleichen Zeitraum, die confirmed case fatality ratio. Zum anderen ist dies der Anteil der Todesfälle unter allen Infizierten, die IFR für infection fatality ratio. Für beide Varianten sind während einer dynamisch sich ausbreitenden Erkrankungswelle mit mutmaßlich hohen Dunkelziffern nur begrenzt verlässliche Aussagen möglich. Die statistische Wahrscheinlichkeit, dass eine infizierte Person unabhängig von individuellen Merkmalen stirbt, die IFR, wird von der WHO mit 0,3–1 % angegeben, eine von der WHO zitierte Arbeit vom Februar 2020 benennt als vorläufige Schätzung 0,4–2,6 %, wobei der wahrscheinlichste Wert mit 0,94 % angegeben wurde.[33]

Weitere grundlegende Erkenntnisse (vergleiche Hauptartikel zur Krankheit) waren:
- Schwere Krankheitsverläufe, insbesondere solche, bei denen die Lunge betroffen ist, haben oft langfristige Schäden zur Folge. Bekannt sind neben Schäden der Lunge auch solche des Herzmuskels. Auch vermeintlich harmlose Krankheitsverläufe können sehr ausgeprägte Veränderungen in der Lunge hervorrufen, von denen – Stand März 2020 – nicht bekannt ist, ob sie sich zurückbilden.[34][35]
- Die Zahl der Menschen, die von einem Infizierten angesteckt werden (Basisreproduktionszahl), lag nach einer Metastudie von zwölf Arbeiten bis zum 7. Februar 2020 bei 3,28 (arithmetisches Mittel) bzw. 2,79 (Median), also bei rund drei Personen.
- Unterschiede zwischen verschiedenen Bevölkerungsgruppen gibt es insbesondere bei den Fällen mit schweren Komplikationen und tödlichem Verlauf, auch wenn alle infiziert werden können.
- Die Übertragung erfolgt über Tröpfcheninfektion, zum Beispiel auch durch Aerosole – eine Unterform der Tröpfcheninfektion. Es ist nicht erwiesen, dass die Übertragung auch durch das Berühren kontaminierter Oberflächen und Gegenstände (Schmierinfektion) stattfindet; es wird aber von offizieller Seite davor gewarnt.[36]
- Von hoher Unsicherheit behaftet war Ende Februar 2020 die Frage der Virulenz, d. h., wie hoch der Anteil der Menschen mit (schweren) Symptomen an der Gesamtzahl der Infizierten ist. Dazu fehlen, wie der oben zitierte WHO-Report – 29 anführt, Reihenuntersuchungen, die den wahren Anteil an Infizierten in der Bevölkerung bestimmen. Insbesondere die im nichtchinesischen Ausland untersuchten Cluster deuten aber auf eine insgesamt geringe Virulenz im Vergleich zu SARS hin.
- Ebenso unsicher ist die Infektiosität, also wie wahrscheinlich eine Ansteckung im Falle einer Exposition gegenüber dem Virus ist. Diese Infektiosität ist nicht nur durch das Virus selbst bestimmt (seine Kontagiosität), sondern auch dadurch, wie gesund die exponierte Person ist und wie gut ihr Immunsystem auf das Virus reagiert, sowie dadurch, wie vielen Viren die Person ausgesetzt ist und wie lange dies geschieht. Grobe Schätzungen gehen von einer deutlich höheren Infektiosität als bei SARS aus, aber kleiner als beispielsweise bei Masern.[37]

Mitte Februar 2020 wurde eine chinesische Studie veröffentlicht, in der 44.672 bestätigte COVID-19-Fälle untersucht wurden. 81 % der Patienten hatten milde Formen von COVID-19. In etwa 14 % der Fälle verursachte das Virus schwere Krankheitsverläufe mit Lungenentzündung und Dyspnoe. Etwa fünf Prozent der Patienten erlebten Atemstillstand, einen septischen Schock oder Multiorganversagen. In etwa zwei Prozent der Fälle verlief die Krankheit tödlich. Der Studie zufolge erhöht sich das Risiko zu sterben mit dem Alter. Der WHO zufolge gibt es relativ wenige Fälle von erkrankten Kindern. Bei einem leichten Krankheitsverlauf (dem häufigsten Fall) klingen die Krankheitszeichen, sofern überhaupt welche bestehen, laut WHO in der Regel innerhalb von zwei Wochen ab. Bei Menschen mit einem schweren Krankheitsverlauf dauert es zwischen drei und sechs Wochen, bis sie sich von der Krankheit erholen.
Welche Bedeutung Long-COVID-Fälle haben, wird zurzeit diskutiert. (Stand Juli 2022)

#### Risikogruppen
Unterschiedliche Bevölkerungsanteile hatten besondere Risiken für eine Infektion, eine Erkrankung oder einen schweren Krankheitsverlauf.
Laut WHO waren im April 2020 95 % aller in Europa gemeldeten Todesfälle der Altersgruppe über 60 zuzuordnen. Mehr als 50 % dieser Verstorbenen waren über 80 Jahre alt. In Moskau und in einigen Schweizer Kantonen wurden eigens auf Senioren zugeschnittene Maßnahmen angeordnet. Eine Untersuchung von Verstorbenen mit positivem COVID-19-Befund in Italien vom 17. März 2020 ergab, dass lediglich 0,8 % dieser Personen keine Vorerkrankung hatten, während 25,1 % eine und 25,6 % zwei Vorerkrankungen hatten. Drei oder mehr Vorerkrankungen wurden bei 48,5 % der Fälle festgestellt.

#### Vergleich mit Influenza (Grippe)
Die von der WHO zitierte Studie von Mike Famulare vom Institute for Disease Modeling entwarf mittels eines Rahmenkonzepts zur Bewertung von Influenza-Epidemien und -Pandemien eine Skala für die Übertragbarkeit und den klinischen Schweregrad von COVID-19. Demnach ist COVID-19 genauso leicht übertragbar wie die Spanische Grippe, aber eine Stufe geringer im klinischen Schweregrad und somit insgesamt eine Stufe weniger schwerwiegend als diese, aber zwei Stufen schwerwiegender als die Asiatische Grippe und die Hongkong-Grippe. Inzwischen geht man auch im klinischen Schweregrad von einer möglichen Gleichwertigkeit zur Spanischen Grippe aus. Ein pauschaler Vergleich zwischen COVID-19 und der Influenza ist nicht möglich, denn das Influenzavirus ist extrem wandelbar und jede Grippewelle, jede Grippesaison unterscheidet sich maßgeblich in ihren grundlegenden Werten. COVID-19 ist endemisch geworden. Es hat sich gezeigt, dass das neuartige Coronavirus mutiert und so Varianten von SARS-CoV-2 entstehen.
Im Februar 2020 verglich Alexander S. Kekulé, Virologe am Universitätsklinikum Halle und Direktor des Instituts für medizinische Mikrobiologie, die »Gefährlichkeit« der COVID-19-Pandemie mit den Folgen der Grippe in der Vergangenheit:

„Natürlich ist es so, dass die Grippe in mancher Saison in Deutschland mehrere Tausend – es gab sogar mal einen Fall, wo es über 20.000 Tote verursacht. Ja, das macht die Grippe, aber man muss das immer ins Verhältnis stellen. Wir haben in Deutschland natürlich auch über zehn Millionen Infizierte gehabt in dem Jahr, wo es mal so hoch war. Wenn Sie das dann runterrechnen, ist die Sterblichkeit der Grippe bei 0,1 Prozent oder eins zu 1000, und zwar maximal eins zu 1000, und die Sterblichkeit von diesem Coronavirus liegt bei 0,5 bis 1,5 Prozent, irgendwo in dem Bereich, das heißt, ich sag mal so grob eins zu 100. Das heißt, das Virus ist für denjenigen, der die Infektion bekommt, zehnmal gefährlicher.“

Lothar H. Wieler, Leiter des Robert Koch-Instituts (RKI), äußerte sich am 27. Februar 2020 ähnlich. Er verglich dabei die Prozentzahlen der Todesfälle unter den Infizierten während einer leichten Grippesaison (Letalität von 0,1–0,2 %) mit einer angenommenen Letalität von 1–2 % bei der SARS-CoV-2-Epidemie. Michael Spitzbart, Wolfgang Wodarg und Sucharit Bhakdi vertraten im März 2020 die Ansicht, COVID-19 sei nicht schlimmer als frühere Grippewellen. Der Virologe Jonas Schmidt-Chanasit stufte die Situation zu COVID-19 Ende Februar 2020 im Prinzip eher als besorgniserregend ein, kam im Vergleich zur Grippe jedoch zum damaligen Zeitpunkt zu der Schlussfolgerung, dass man bei COVID-19 noch weit vom Niveau der saisonalen Influenza mit weltweit ungefähr 650.000 Toten pro Jahr entfernt gewesen sei, auch wenn sich das bald ändern könne. Er verwies auf die mangelnde Immunität der Bevölkerung bei COVID-19 im Gegensatz zur normalen, saisonalen Grippe sowie fehlende Impfmöglichkeiten.

### Mögliche Auswirkungen auf Rechtsstaatlichkeit und Bürgerrechte

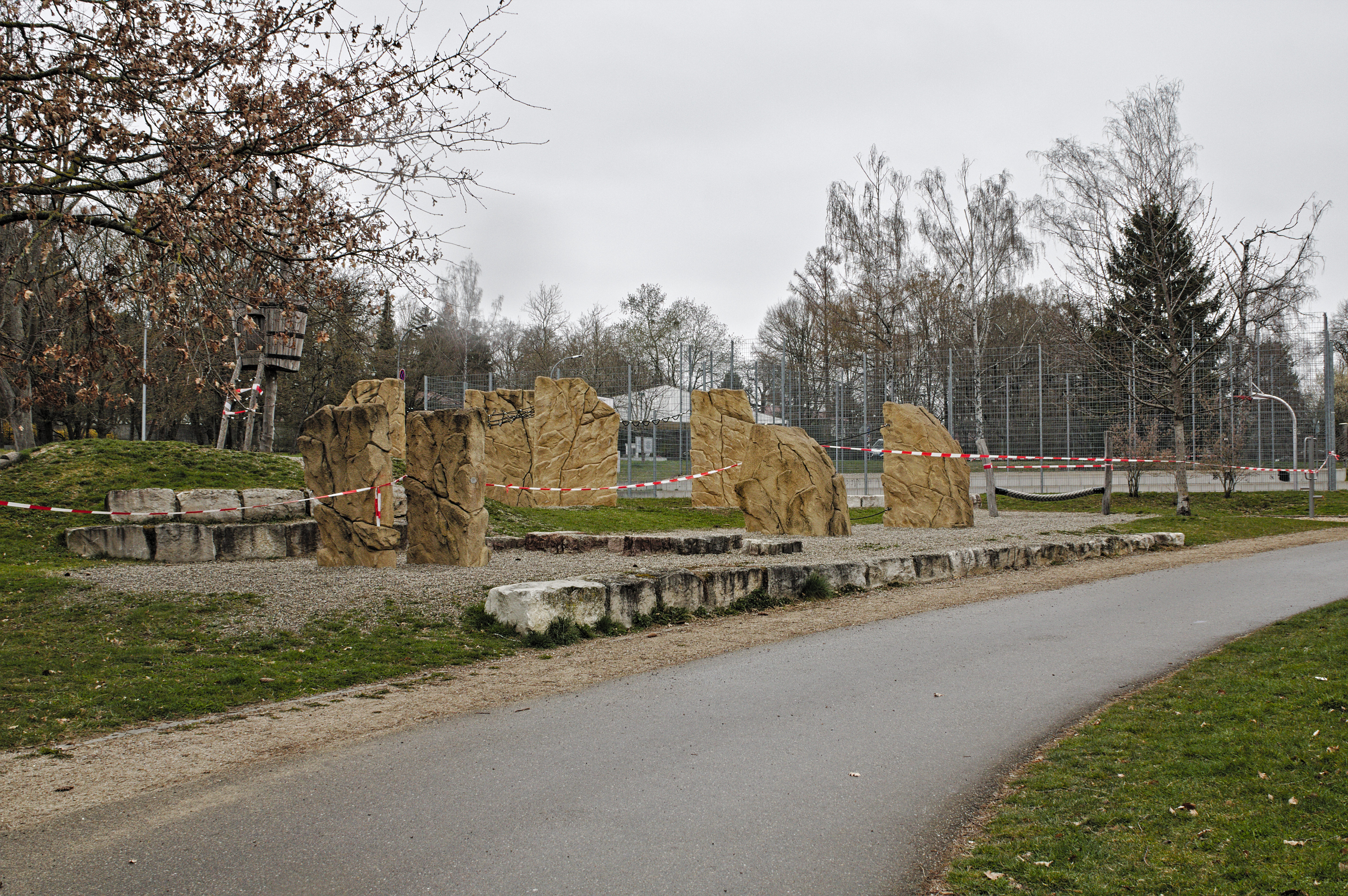
Abgesperrter Spielplatz in Stuttgart im März 2020

### Genesung und Immunität
Da das Virus als Zoonose erstmals auf den Menschen übersprang, hatte die Bevölkerung keine adaptive Immunität, d. h. keine durch früheren Kontakt mit dem Erreger oder Impfung erworbene Immunität. Auch eine Kreuzimmunität aufgrund von sehr ähnlichen, schon zirkulierenden Erregern ist nicht bekannt. Für die Entwicklung einer Epidemie in der Gesamtbevölkerung ist hauptsächlich die Herdenimmunität wichtig. Für COVID-19 wurde der Bevölkerungsanteil der immun gewordenen Menschen, bei dem eine Herdenimmunität eintritt, im März 2020 auf rund 60 bis 70 % geschätzt. Dies durch Ansteckungen zu erreichen, sei aber laut dem Immunologen Michael Meyer-Hermann im April 2020 in absehbarer Zeit nicht möglich gewesen, ohne dass das Gesundheitssystem zusammenbrach. Wie lange eine Immunität durch eine natürliche Infektion anhält, war ebenfalls nach einer Aussage der WHO von 2020 nicht bekannt.
Debattiert wurde, ob Herdenimmunität auf natürliche Weise oder durch einen Impfstoff erreicht werden sollte. Die Strategie, auf eine natürliche Herdenimmunität zu setzen, wurde von der WHO jedoch 2020 als unethisch und wissenschaftlich problematisch bezeichnet.

Test auf COVID-19
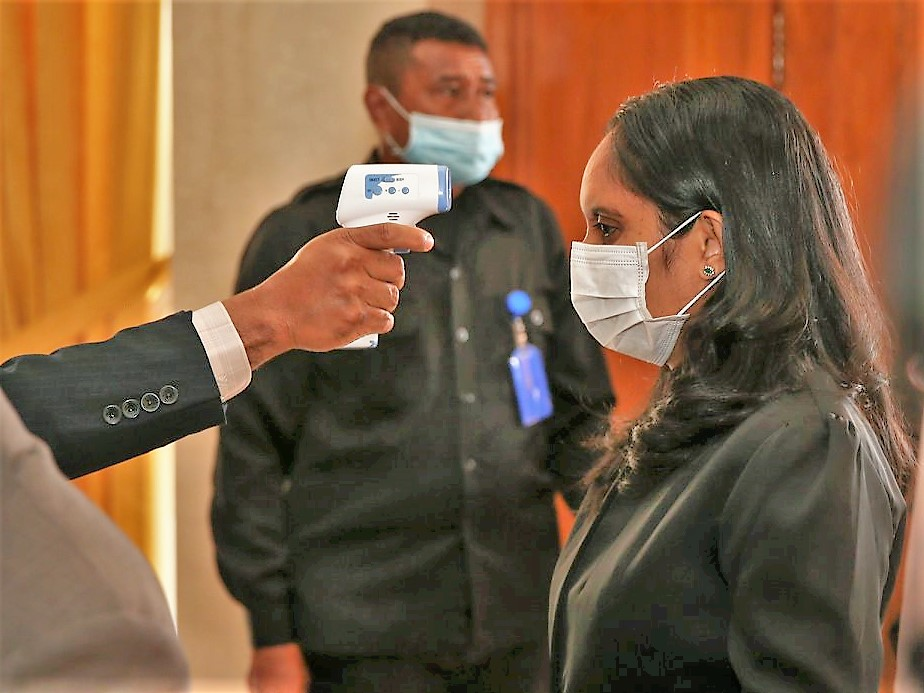
Temperaturmessung
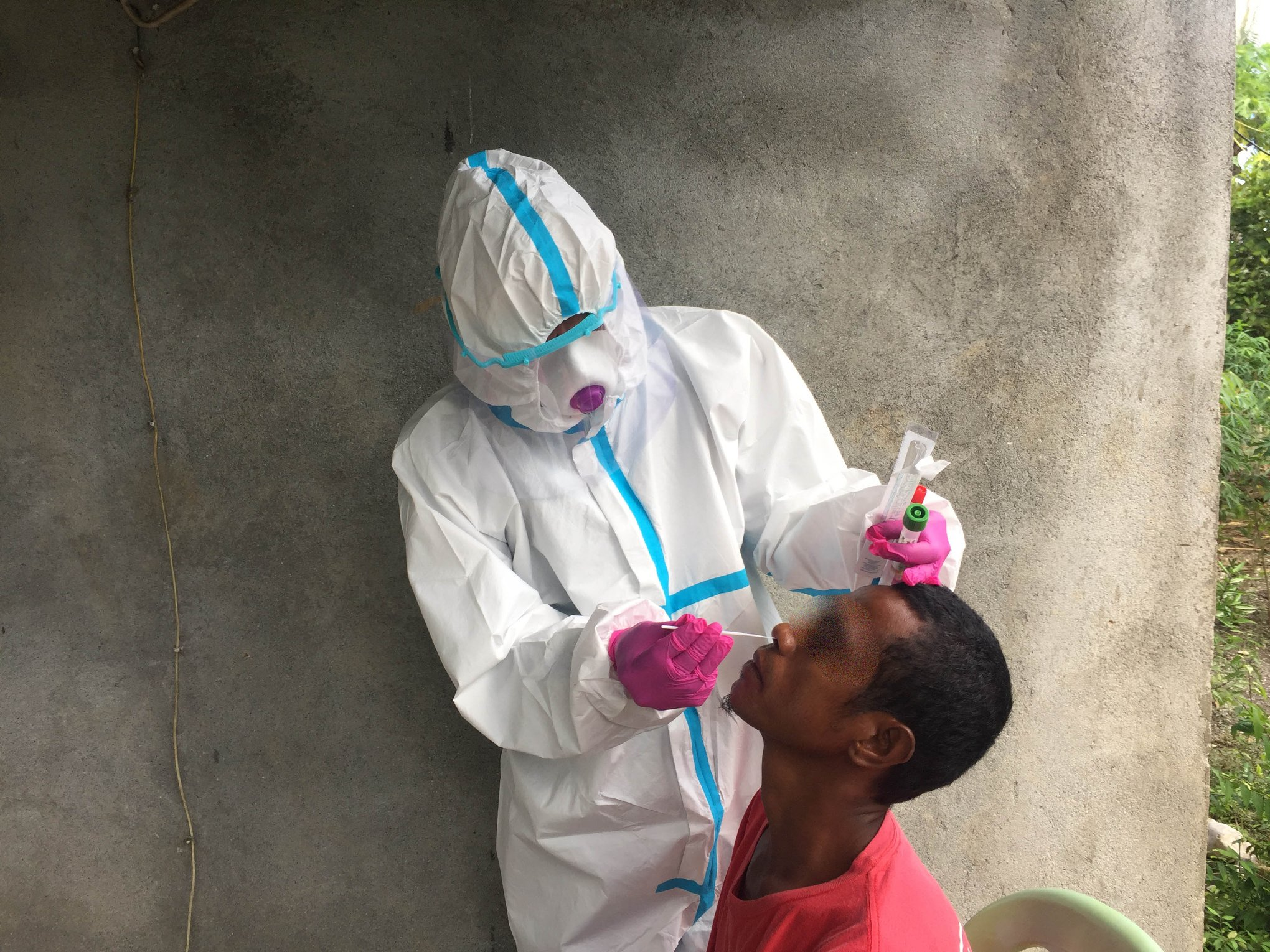
Abstrich aus einer Nase …
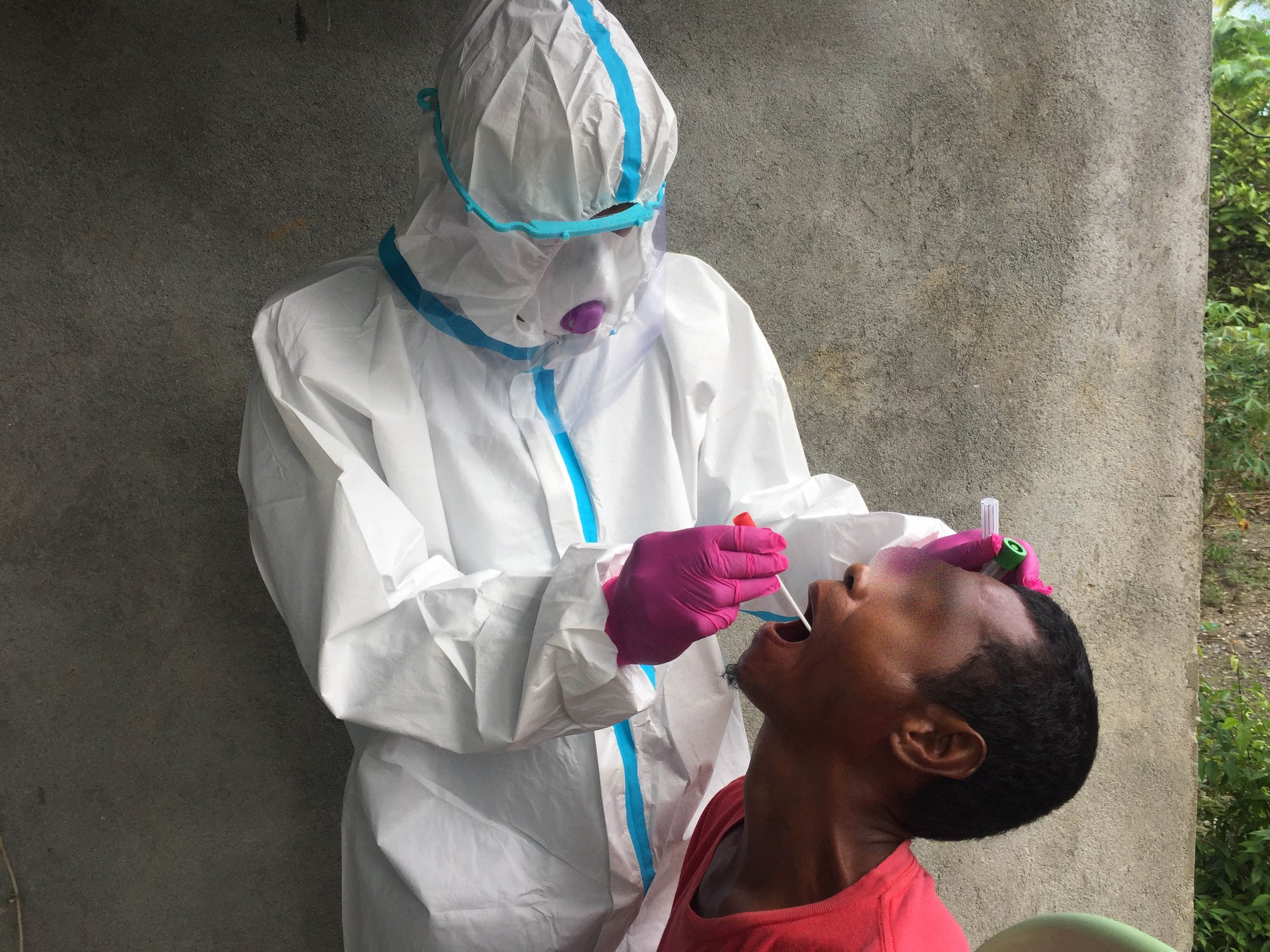
… und im Rachenraum
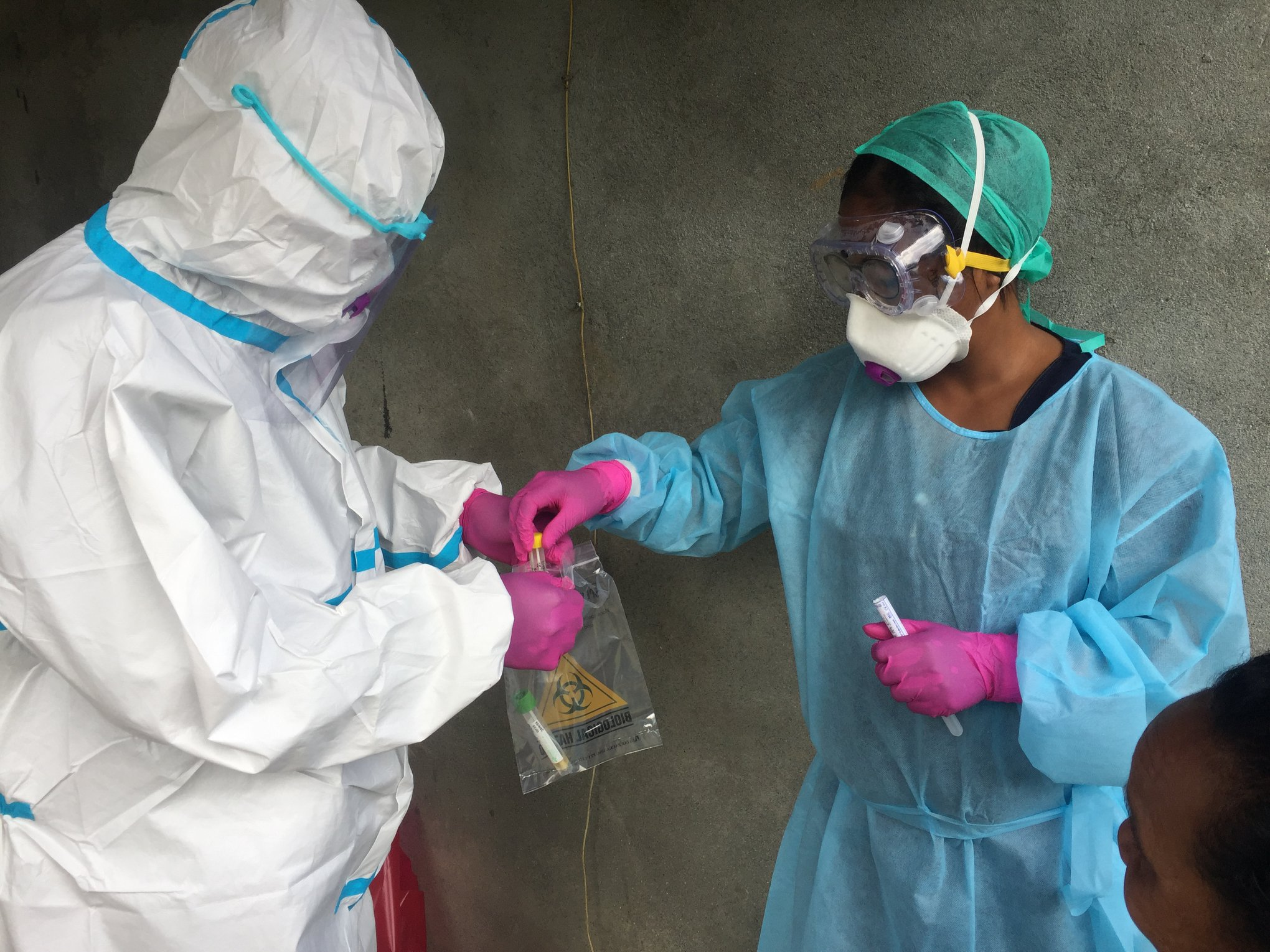
Proben werden für Transport zum Labor verpackt

### Vorbeugung

Vereinfachtes Modell zur „Abflachung der Pandemiewelle“, falls keine Impfungen erfolgen:
ohne Schutzmaßnahmen rasche Zunahme der Erkrankten und Überlastung des Gesundheitssystems (rot);
durch Schutzmaßnahmen langsamere Ausbreitung, weniger gleichzeitig Erkrankte, so dass alle Patienten versorgt werden können (gelb)

Die gesellschaftliche Vorbeugung hat zum Ziel, die Ausbreitung einer Seuche möglichst zu stoppen oder zu verlangsamen. Die Ausbreitung einer Seuche ist neben den Eigenschaften des Virus (siehe Abschnitt Gefährlichkeit der Krankheit) maßgeblich durch das Sozialverhalten der Menschen gekennzeichnet. Daher sind Hygienemaßnahmen, Früherkennung und das Management von Kontaktpersonen (Ermittlung und beispielsweise häusliche Isolierung oder eine Quarantäne) erste Maßnahmen, die eine weitere Verbreitung des Virus verhindern oder verlangsamen sollen.
Bei einer weiteren Verbreitung werden verschiedenste Maßnahmen getroffen, die alle das Social Distancing (deutsch Räumliche Distanzierung), also die Erhöhung des sozialen Abstands, die Kontaktreduzierung und physischen Abstand zum Ziel haben. Der Grund dafür ist, dass die soziale Nähe (Anzahl und Art der Treffen, Umgangsformen und physischer Abstand) bei Erregern, die von Mensch zu Mensch übertragen werden, maßgeblich die Basisreproduktionszahl bestimmt, also die Zahl, die angibt, wie viele Menschen eine infektiöse Person im Durchschnitt ansteckt.
Wenn ein Erreger endemisch wird und er somit nicht mehr als eindämmbar und ausmerzbar gilt, ändern sich die Vorsorgeziele von „Bekämpfung der Ausbreitung“ in Richtung „Verlangsamung der Ausbreitung und Gesundheitsvorsorge“. Oberstes Ziel ist in dieser Phase „das gleichzeitige Erkranken extrem vieler behandlungsbedürftiger Personen und die damit drohende Überlastung der medizinischen Infrastruktur zu vermeiden“.

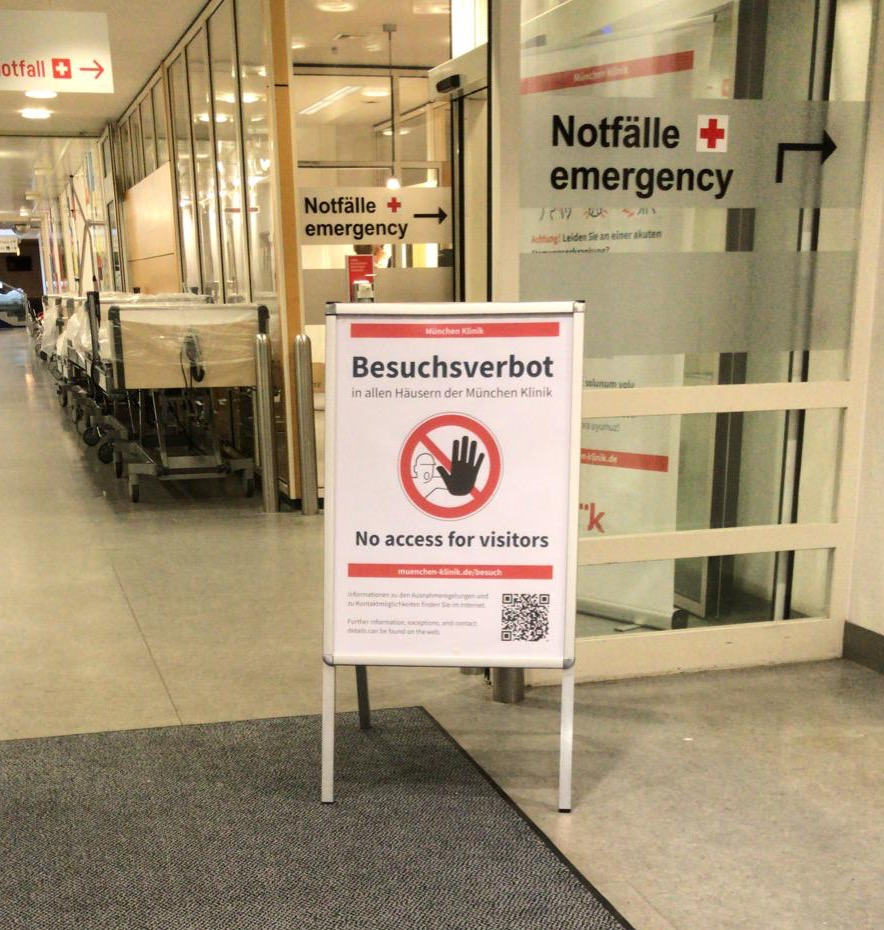
Besuchsverbotsschild in der München Klinik Bogenhausen
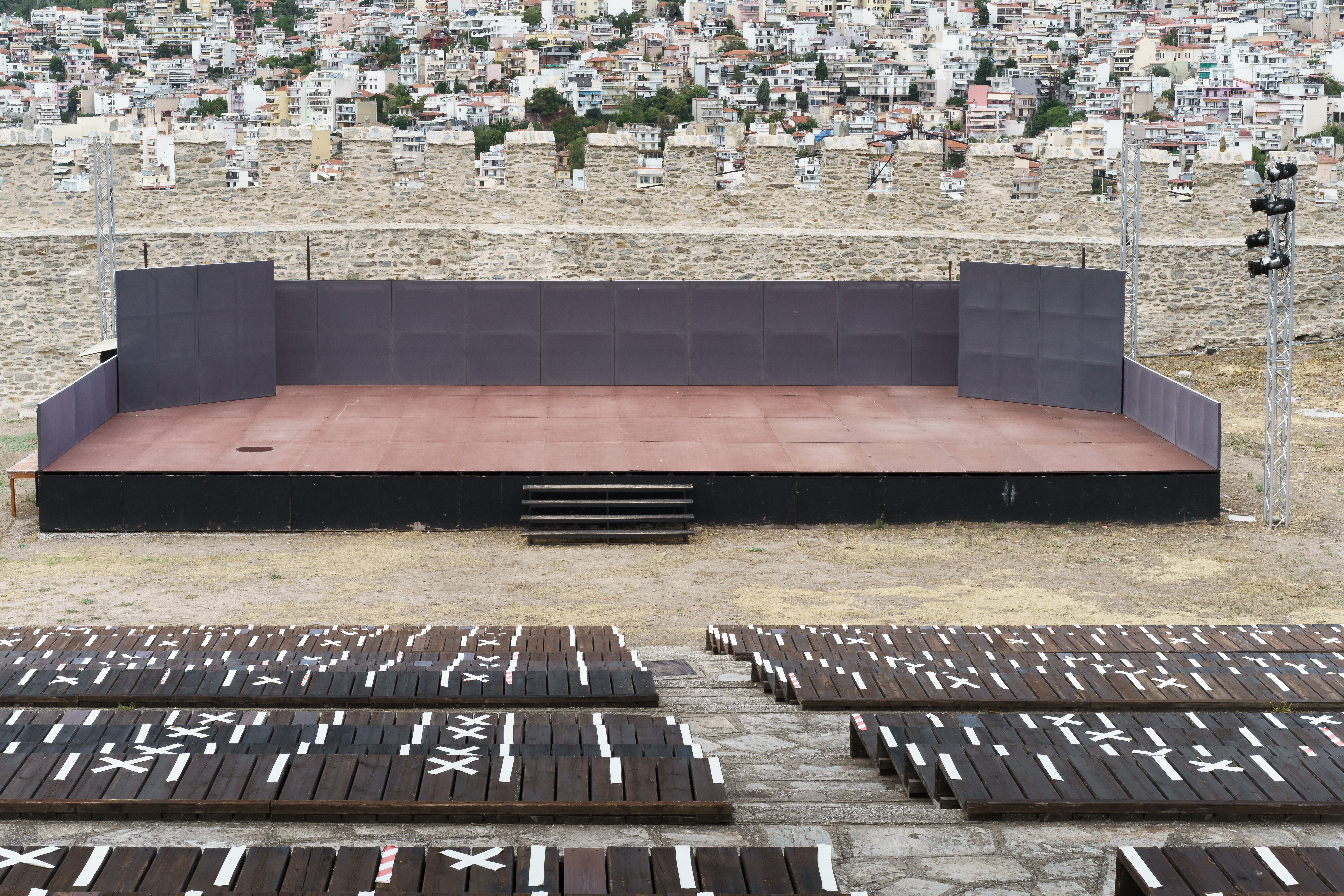
Abstandsregelung in einem Theater in Kavala, Griechenland
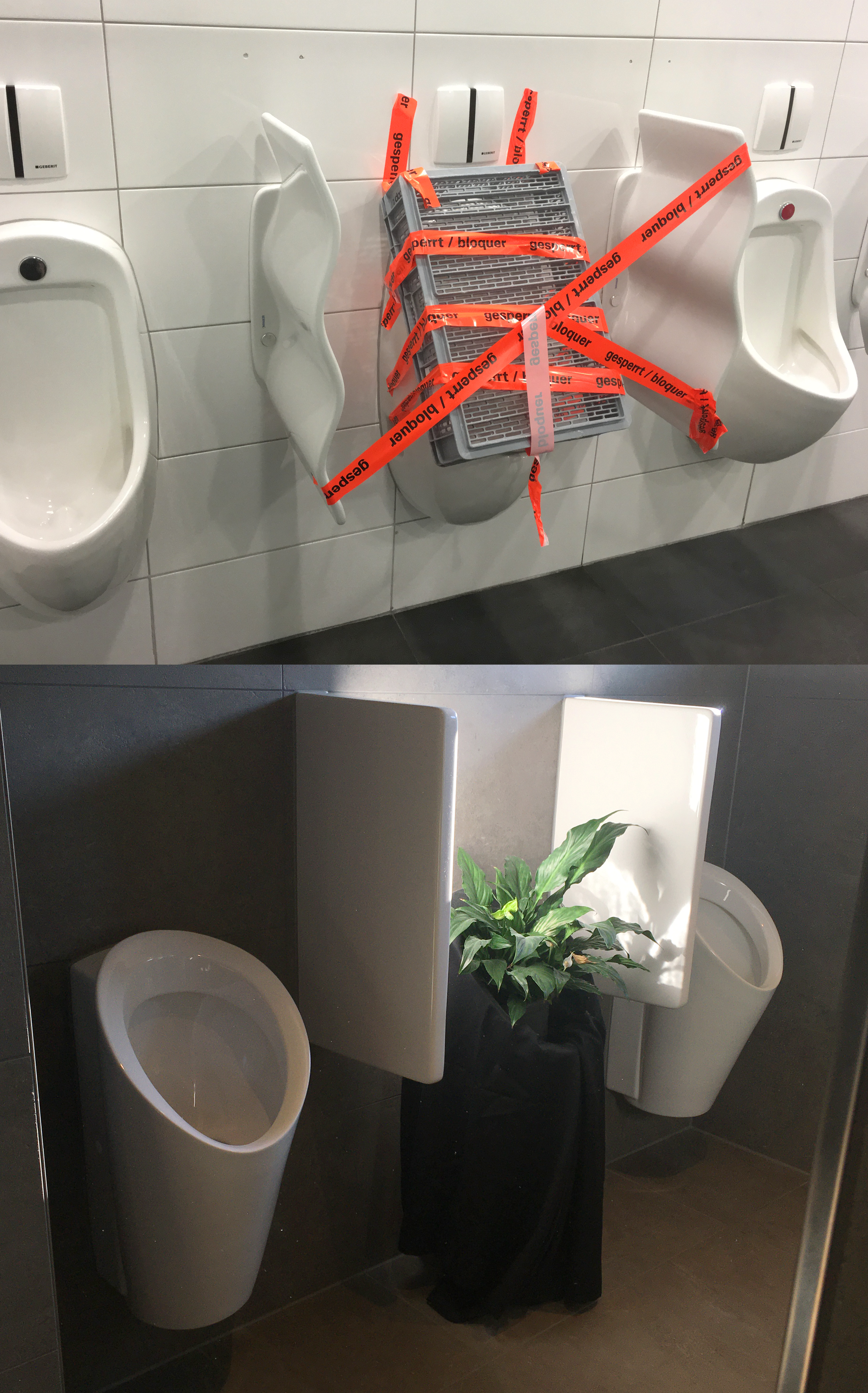
Aufgrund der Abstandsregelung blockierte Urinale
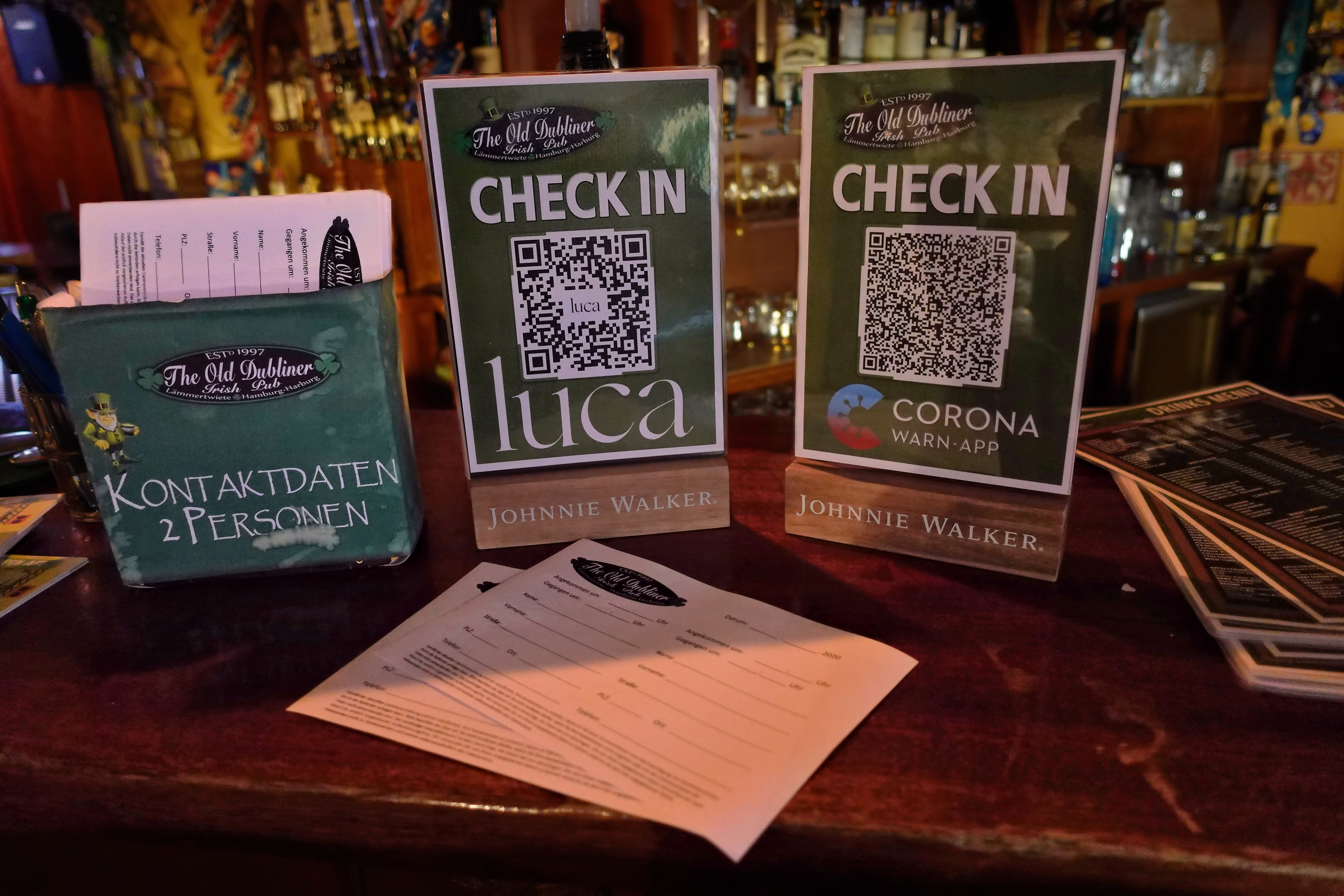
Drei Methoden zum Check-In für die Kontaktverfolgung

## Ursprung und Verlauf der Pandemie

### Ursprung

Bestätigte Infizierte weltweit nach Daten der WHO; oben kumuliert, unten Tageswerte

Bestätigte Todesfälle weltweit nach Daten der WHO; oben kumuliert, unten Tageswerte. Am 2. November 2021 überstieg die Zahl der an die WHO gemeldeten Todesfälle 5 Millionen

Das auslösende Virus stammt vermutlich aus dem Tierreich, wobei das Erregerreservoir bislang nicht klar ist. Zunächst wurde vermutet, das Virus stamme von Fledermäusen, von denen es über einen Zwischenwirt, wahrscheinlich ein weiteres Säugetier, auf den Menschen überging (Zoonose).
Die Abholzung von Regenwäldern, die globale Erwärmung und der Handel mit Wildtieren gelten als Faktoren, die die Verbreitung von Seuchen fördern.
Ende März 2020 wurde vermutet, dass das Virus ebenso wahrscheinlich von Schuppentieren stammt. Auch wurde vermutet, dass es bei einer Doppelinfektion zu einer Rekombination gekommen ist und das Virus SARS-CoV-2 eine neue Chimäre ist, die aus einem Virus, das dem aus Fledermäusen isolierten Virus ähnelt, und einem Virus, das dem aus Schuppentieren isolierten Virus ähnelt, entstand.
Erste bekannt gewordene COVID-Erkrankungen gab es im November und Dezember 2019. Da mehrere der zuerst Infizierten auf dem „Südchinesischen Großhandelsmarkt für Fische und Meeresfrüchte Wuhan“ (chinesisch 武汉华南海鲜批发市场, Pinyin Wǔhàn huánán hǎixiān pīfā shìchǎng) als Verkäufer oder Händler arbeiteten, wurde dort der primäre Infektionsort vermutet. Auf dem wet market wurden neben Meerestieren auch viele andere Wildtiere, die in der chinesischen Küche und der traditionellen chinesischen Medizin Verwendung finden, gehandelt. Später wurde nach einer Studie des Wuhan Hospitals bekannt, dass der erste identifizierte Patient nicht auf diesem Markt gewesen war. Am 31. Dezember 2019 sandte die chinesische Gesundheitsbehörde ein Team zur Untersuchung der unklaren Fälle nach Wuhan. Die Behörden und die WHO gingen anfänglich fälschlicherweise davon aus, dass der Erreger der Infektion nicht oder nur sehr schwer von Mensch zu Mensch übertragbar sei.
Die Forschung über Zeitpunkt und Ort des Ausbruchs ist noch im Gange:
- Am 31. Dezember 2019 informierten das medizinische Informationssystem HealthMap sowie die kanadische Firma BlueDot in den Vereinigten Staaten die WHO und die CDC über einen auffälligen Anstieg von Berichten über Lungenentzündungen (Pneumonien) unklarer Genese in der Region um Wuhan.[70][71]
- Ein Artikel der Zeitschrift Science fasste Ende Januar 2020 die Forschungsergebnisse mehrerer Gruppen zur genetischen Mutation und Herkunft zusammen. Demnach schätzten mehrere Gruppen den Beginn der Verbreitung auf Mitte November 2019, eine Gruppe sogar auf den 18. September 2019.[72]
- Laut einem Bericht der South China Morning Post von März 2020 zeigen Regierungsunterlagen, dass der erste Patient, dessen Proben nachträglich COVID-19 zuzuordnen sind, sich am 17. November 2019 infiziert haben könnte. Ab diesem Zeitpunkt seien täglich zwischen einem und fünf Fällen registriert worden. Keiner der frühen Fälle wird als „Patient null“ betrachtet. Bis zum 15. Dezember waren dem Bericht zufolge 27 Personen infiziert, am 17. Dezember seien erstmals zweistellige Neuinfektionen aufgetreten. Am 27. Dezember seien mehr als 180 Menschen infiziert gewesen, bis Jahresende mindestens 266 Personen. Zum Jahresbeginn habe es 381 Infektionen gegeben, ohne dass diese zum damaligen Zeitpunkt unklaren Fälle an die Öffentlichkeit weitergegeben wurden.[73]
- Ein Artikel der Süddeutschen Zeitung vom 8. Mai 2020 berichtet von Forschungsergebnissen, die mit Hilfe einer phylogenetischen Analyse[74] den Ausbruch mit einer Wahrscheinlichkeit von 95 % auf den Zeitraum zwischen dem 13. September und dem 7. Dezember 2019 eingrenzen.[75] Als mögliche Orte des Ausbruchsgeschehens werden in dem Artikel die chinesischen Provinzen Yunnan und Guangdong genannt.
- Am 3. August 2020 erklärte WHO-Exekutivdirektor Michael Ryan, es bestehe noch erheblicher Aufklärungsbedarf bei den Fragen nach Herkunft und erster Verbreitung des Virus SARS-CoV-2. Zwar sei in Wuhan die neue Lungenentzündung zuerst offiziell festgestellt worden, aber es kämen auch andere Orte in China als erster Verbreitungsort in Frage.[1]
- Einer dermatologischen Studie aus Italien zufolge konnte das Virus bereits am 10. November 2019 in der Hautprobe einer 25-jährigen Frau aus Mailand nachgewiesen werden.[63] Auf ein noch früheres Vorkommen in Italien weist eine Krebsstudie hin, nach der schon im September 2019 SARS-CoV-2-Antikörper in Blutproben gefunden wurden.[76]
- Obgleich sich die Zusammenarbeit der Weltgesundheitsorganisation mit der chinesischen Regierung aufgrund ihres fehlenden Willens zur Kooperation und Transparenz als relativ schwierig erwies, wurde die Hypothese eines Laborunfalls für den Ursprung von SARS-CoV-2 in einer globalen Studie der WHO vom März 2021 verworfen.[77] Die WHO bezeichnete sie als „extrem unwahrscheinlich“. Später erklärte WHO-Generaldirektor Tedros Adhanom Ghebreyesus jedoch, dass die Hypothese des Laborunfalls voreilig vom Tisch gewischt worden sei. Auch Peter Ben Embarek, der Leiter der Studie, erklärte, dass chinesische Beamte ihn dazu gedrängt hätten, die Laborunfall-Version fallen zu lassen.[78] Im Gegensatz zu anderen US-Behörden schätzten das US-Energieministerium und das FBI Anfang 2023 einen Laborunfall als wahrscheinlichsten Ursprung ein.[79][80]
- 2024 kamen zwei Studien, in denen Wischproben vom Januar 2020 zum wiederholten Mal analysiert wurden, zu gegensätzlichen Befunden bezüglich der Wahrscheinlichkeit, dass die ersten Übergänge der Viren von Tieren auf den Menschen im Markt stattfanden.[81][82]

### Weltweite Ausbreitung in der Anfangszeit

Weltweite Entwicklung der Infektionen mit SARS-CoV-2 nach Staaten im Zeitraum vom 12. Januar 2020 bis zum 29. Februar 2020

Am 13. Januar 2020 trat in Thailand die erste durch einen Labortest bestätigte Corona-Infektion außerhalb von China auf, außerhalb Asiens erstmals am 23. Januar 2020 in den USA. In beiden Fällen gab es eine Verbindung zu Reisen nach oder von Wuhan. Um einer Ausbreitung in Staaten ohne leistungsfähige Gesundheitssysteme entgegenzuwirken, erklärte die WHO die Coronavirus-Pandemie am 30. Januar 2020 zur „Gesundheitlichen Notlage internationaler Tragweite“. Der erste Corona-bedingte Todesfall außerhalb Chinas wurde Anfang Februar 2020 auf den Philippinen registriert; es handelte sich um einen Chinesen aus Wuhan. Am 9. Februar 2020 überstieg die Zahl der registrierten Todesfälle mit über 800 bereits die Gesamtzahl der Todesfälle der SARS-Pandemie 2002/2003. Am 15. Februar 2020 starb ein achtzigjähriger Chinese in Frankreich an den Folgen einer Corona-Infektion. Der chinesische Tourist war das erste Todesopfer der COVID-19-Pandemie in Frankreich und das erste außerhalb Asiens. Am 22. Februar 2020 wurden aus Italien die ersten beiden Todesfälle von Europäern durch COVID-19 gemeldet. Ab dem 28. Februar 2020 schätzte die WHO in ihren Berichten das Risiko auf globaler Ebene als „sehr hoch“ ein (englisch WHO risk assessment, global level: very high), zuvor als „hoch“.
Am 19. März 2020 meldete Italien erstmals mehr Todesopfer als China. Mitte März 2020 gab es die meisten Infektionsfälle in China, Italien, Spanien, Iran, Deutschland, Frankreich und den USA; aus China wurden nur noch wenige Neuinfektionen gemeldet. Ende März 2020 stieg die Zahl der Corona-Infektionen in den USA stark an; damit wurden auch die Vereinigten Staaten neben Europa und China zu einem Brennpunkt („Hotspot“) der weltweiten COVID-19-Pandemie.
Im Mai und Juni 2020 entwickelte sich Lateinamerika zum neuen Zentrum der Coronavirus-Pandemie; besonders davon betroffen waren Brasilien, Peru, Chile, Mexiko, Kolumbien, Argentinien, Ecuador und Bolivien.
Ende August 2020 meldete Indien zum ersten Mal die höchste Zahl an Neuinfektionen innerhalb eines Tages weltweit. Damit wurde Indien zum neuen Zentrum der Pandemie.
Im September 2020 wurde in Europa ein starker Anstieg der Fälle verzeichnet, der längere Zeit anhielt. Er wurde als „zweite Welle“ betitelt. In den USA hingegen kam es kurz darauf zum Beginn der „dritten Welle“. Beide Wellen wurden als deutlich aggressiver bezeichnet.

#### Asien

##### Volksrepublik China

Bestätigte Infizierte in der Volksrepublik China nach Daten der WHO; oben kumuliert, unten Tageswerte

Im Sommer 2020 stellten Forscher der Harvard Medical School eine Untersuchung vor, bei der sie mit Hilfe von Satellitenfotos der Parkplätze vor sechs Krankenhäusern in Wuhan das Verkehrsaufkommen verfolgten. Sie orteten einen Anstieg des Verkehrsaufkommens im September und Oktober 2019 und spekulierten, dass das Virus sich bereits in diesem Zeitraum auszubreiten begann. Kritiker beanstandeten die Methodik der Studie als Rosinenpickerei.

###### Dezember 2019
Die lokale Gesundheitsbehörde war spätestens am 27. Dezember über den Befund eines SARS-ähnlichen Erregers informiert. China hatte nach den Erfahrungen der SARS-Pandemie ein Frühwarnsystem eingeführt, das sicherstellen sollte, dass Seucheninformationen unabhängig von politischen Erwägungen unverzüglich an das Chinesische Zentrum für Krankheitskontrolle und -prävention weitergeleitet werden. Im Fall des neuartigen Coronavirus geschah dies aber nicht.
Am 30. Dezember warnte der chinesische Arzt Li Wenliang innerhalb einer WeChat-Gruppe mit Kollegen angesichts einer ungewöhnlichen Häufung von Lungenentzündungen (Pneumonien) im örtlichen Krankenhaus in Wuhan vor einem Virusausbruch. Zu diesem Zeitpunkt ging er davon aus, dass es sich um den Verursacher des schweren akuten Atemwegssyndroms (SARS) handele. Nachdem sich die Warnung von Li und seinen Kollegen im Internet verbreitet hatte, wurden er und mindestens sieben weitere seiner Kollegen von der örtlichen Polizei vorgeladen. Sie wurden beschuldigt, „unwahre Behauptungen gemacht“ zu haben, die die „gesellschaftliche Ordnung ernsthaft gestört“ hätten, und mussten unter Androhung harter Strafen Schweigepflichtserklärungen unterschreiben, gegen die Li Wenliang später allerdings verstieß. Am 1. Januar 2020 berichtete die staatliche Nachrichtenagentur Xinhua über die angeblichen „Falschmeldungen“ der Ärzte und bekräftigte, dass es keine Anzeichen für eine Mensch-zu-Mensch-Übertragung der neuen Erkrankung gebe. Li Wenliang starb am 7. Februar 2020 mit 33 Jahren mutmaßlich an der Krankheit, vor der er zuvor gewarnt hatte. Die Ärzte hatten aus eigener Initiative weiter an den offiziellen Kanälen vorbei Patientenproben an Analyselabors geschickt, um auf eigene Faust der Erkrankungsursache nachzugehen. Sie wurden Ende Januar vom Obersten Volksgerichtshof rehabilitiert.
Der chinesischen Regierung wird diesbezüglich vorgeworfen, den Ausbruch der Krankheit zunächst aktiv verschleiert und damit überhaupt erst deren ungehinderte Ausbreitung ermöglicht zu haben. Obwohl das neue Virus bereits im Dezember 2019 entdeckt und sequenziert worden war, befahl die Kommunistische Partei Chinas den Forschungseinrichtungen noch im Januar, die Tests abzubrechen sowie die Proben wieder zu vernichten, und verhängte eine Pressesperre.
Am 31. Dezember 2019 informierten die chinesischen Behörden offiziell die Weltgesundheitsorganisation (WHO), dass seit Anfang Dezember 2019 mehrere Fälle von schwerer Lungenentzündung in der Stadt Wuhan aufgetreten waren, deren Erreger bisher nicht identifiziert werden konnte und für die als Auslöser ein bislang uncharakterisierter Krankheitserreger angenommen wurde. Die Meldung wurde noch am selben Tag über die Nachrichtenagenturen verbreitet. Die amerikanische Gesundheitsbehörde CDC erfuhr dann ebenfalls von der Pneumonie-Häufung in Wuhan. Eine Epidemiologin der CDC, die zuvor eingebettet bei der chinesischen Gesundheitsbehörde gearbeitet hatte und deren Aufgabe es auch gewesen wäre, frühzeitig Informationen über potentiell gefährliche Ausbrüche weiterzugeben, war im Juli von der US-Regierung abberufen und die Position nicht neu besetzt worden.
Zwischen dem 31. Dezember 2019 und dem 3. Januar 2020 wurden der WHO insgesamt 44 Fälle von Pneumonien mit unbekannter Ursache aus Wuhan gemeldet.

###### Jahr 2020

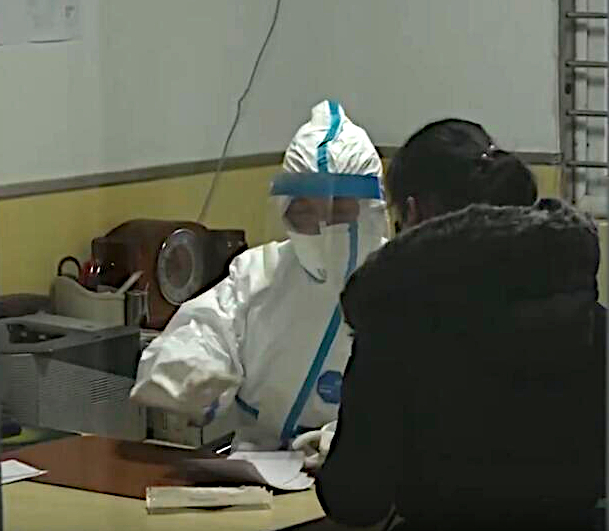
Arzt im Schutzanzug bei der Befragung von Patienten im Krankenhaus von Wuhan im Januar 2020

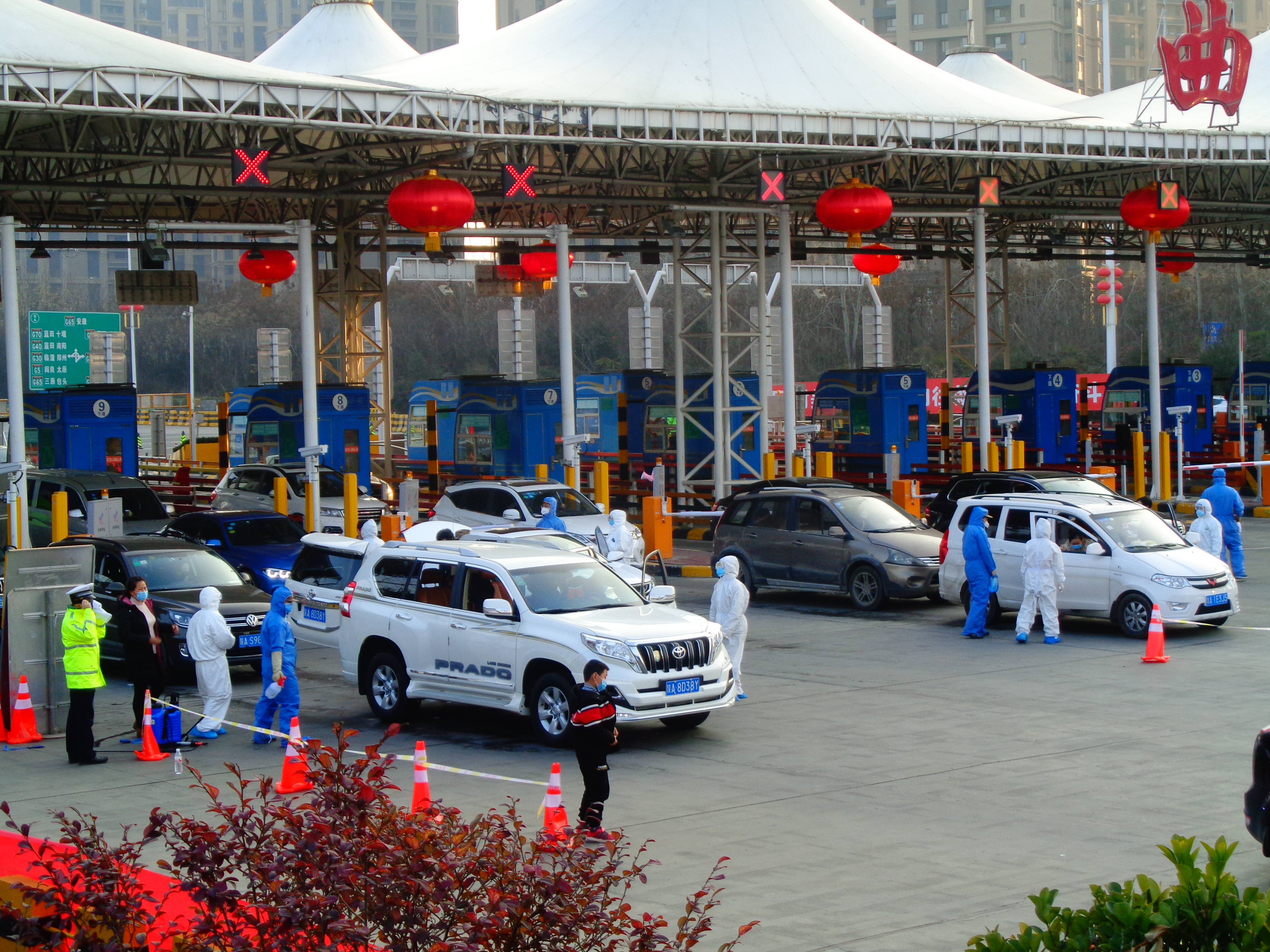
Personenkontrolle an der Stadtgrenze von Xi’an in der zentralchinesischen Provinz Shaanxi, Ende Januar 2020

Der Fischmarkt in Wuhan wurde am 1. Januar 2020 durch die örtlichen Behörden geschlossen und desinfiziert. Am 5. Januar 2020 schloss das Chinesische Zentrum für Krankheitskontrolle und -prävention aufgrund von Untersuchungsergebnissen MERS-CoV und SARS-CoV als Erreger aus. Am 7. Januar 2020 wurde von chinesischer Seite die Identifizierung eines neuartigen Coronavirus bei mehreren Erkrankten bekanntgegeben. Das Virus erhielt die provisorische Bezeichnung 2019-nCoV (2019 neuartiges Coronavirus). Am 13. Januar 2020 gab das Gesundheitsministerium Thailands bekannt, dass das neue Virus in Thailand nachgewiesen wurde, bei einer Reisenden aus Wuhan. Am 15. Januar wurde ein analoger Fall aus Japan bekannt und am 20. Januar ein Fall aus Südkorea.
Aus dem Umstand, dass Erkrankungsfälle bei mehreren Fernreisenden aufgetreten waren, schlossen Epidemiologen, dass die Zahl der Erkrankungsfälle weit größer sein müsse als die anfänglich gemeldeten 44 Fälle. Experten schätzten am 17. Januar 2020 die Zahl der in Wuhan infizierten Personen auf etwa 1700. Dadurch, dass mehrere Angehörige des Krankenhauspersonals, das mit der Behandlung der Erkrankten befasst war, ebenfalls erkrankten, wurde deutlich, dass eine Mensch-zu-Mensch-Übertragung möglich ist. Dies wurde am 20. Januar 2020 durch die chinesischen Behörden bestätigt.
Noch am 18. Januar versammelten sich knapp 40.000 Familien in Wuhan ungehindert für Feierlichkeiten zum chinesischen Neujahrsfest (Potluck). Es wird vermutet, dass es hierbei zu einer besonders großen Zahl an Infektionen kam.
Derweil hatte die Krankheit auch Beijing erreicht, wo Infizierte seit dem 20. Januar in bestimmten Krankenhäusern konzentriert wurden.
Bis einschließlich 26. Januar 2020 waren offiziellen chinesischen Angaben zufolge in China 2744 infizierte Personen registriert worden. Die Zahl der bestätigten Todesopfer stieg auf 80 (alle in China). Am 26. Januar 2020 wurde die Provinz Hubei inklusive der Stadt Wuhan vom deutschen Robert Koch-Institut als erstes Risikogebiet in China eingestuft.
Am 27. Januar 2020 meldete das chinesische Staatsfernsehen einen Anstieg um 1200 Erkrankungen, wodurch die Gesamtzahl der in China gemeldeten Fälle auf etwa 4000 stieg; eine Abweichung von 500 gegenüber den Zahlen der WHO.
Anfang Februar schien die Zahl der Neuinfektionen in China zunächst zu sinken. Das deutsche Robert Koch-Institut erklärte am 7. Februar 2020, dass die chinesischen Risikogebiete ausgeweitet und vier Großstädte (Wenzhou, Hangzhou, Ningbo und Taizhou) in der Provinz Zhejiang in Küstennähe im Osten Chinas ins bisherige Risikogebiet eingeschlossen würden. Am 13. Februar änderten die chinesischen Behörden die Meldekriterien und es wurden, abweichend von den Vorgaben der WHO, auch klinisch diagnostizierte Fälle ohne Virusnachweis erfasst. Dies ergab allein für Hubei mit 14.000 neuen Fällen die höchste Zahl an gemeldeten Neuinfektionen. Diese Änderung wurde am 20. Februar wieder zurückgenommen; die Meldekriterien entsprechen seither wieder den Vorgaben der WHO. Am 14. Februar 2020 gab die Nationale Gesundheitskommission bekannt, dass zum Berichtstag 1716 Mitarbeiter des Gesundheitswesens infiziert seien. Sechs davon wurden als verstorben gemeldet. Bis zum 20. Februar 2020 gab es 2055 laborbestätigte Infektionen bei Mitarbeitern des Gesundheitswesens, 88 % davon in der Provinz Hubei, in insgesamt 476 chinesischen Kliniken.
Am 18. Februar 2020 lag die Zahl der Neuinfektionen pro Tag in China unter 2000, am 20. Februar sank sie unter 1000, und laut WHO-Bericht vom 26. Februar 2020 gab es erstmals mehr Neuinfektionen außerhalb Chinas (460) als innerhalb (410). Die von der WHO vom 16. bis 24. Februar 2020 mit China durchgeführte gemeinschaftliche Mission (englisch WHO-China joint mission) kam zu dem Ergebnis, dass die in China durchgeführten radikalen Maßnahmen geeignet waren, das Virus einzudämmen und seit Ende Februar 2020 die Anzahl der Neuinfizierten deutlich zu senken. Dies wurde durch intensive Nachverfolgung von Infizierten und ihren Kontaktpersonen erreicht. Auch die Einschränkungen von Mensch-zu-Mensch-Übertragungen durch Absage zahlreicher Großveranstaltungen sowie die Verlängerung der Ferien anlässlich des chinesischen Neujahrsfestes dienten diesem Zweck. Als extreme Maßnahme galt die Abriegelung der Stadt Wuhan, mit der die gesamte Bevölkerung in häusliche Quarantäne versetzt wurde (siehe Abschnitt Maßnahmen im Artikel COVID-19-Pandemie in der Volksrepublik China).
In seiner Rede am 9. März 2020 erklärte der WHO-Generaldirektor Tedros Adhanom Ghebreyesus, dass mehr als 70 % der etwa 80.000 Infektionsfälle mittlerweile genesen seien und die Kliniken verlassen hätten. Die Zahl der Neuinfektionen in China lag an diesem Tag bei 45.
In dem Bericht der WHO-Mission, für den im Februar Wissenschaftler aus acht Ländern neun Tage im Land unterwegs waren, heißt es, China habe „die womöglich ambitionierteste, agilste und aggressivste Anstrengung zur Krankheitseindämmung in der Menschheitsgeschichte“ unternommen.

##### Indien

Bestätigte Infizierte in Indien nach Daten der WHO; oben kumuliert, unten Tageswerte

Am 24. März 2020 erließ die Regierung Indiens eine 21-tägige Ausgangssperre für die gesamte Bevölkerung, da es trotz vergleichsweise weniger Tests offiziell mehr als 500 Corona-Fälle gab. Narendra Modi, der derzeitige Premierminister Indiens, ordnete besonders strenge Maßnahmen an. Regierungsstellen, Büros, Einkaufszentren und öffentliche Verkehrsmittel sind stillgelegt – diese Maßnahme trat nur vier Stunden nach Bekanntgabe in Kraft, was dazu führte, dass die Bevölkerung kaum Vorbereitungszeit hatte und die Versorgung mit Lebensmitteln aufgrund von extremen Hamsterkäufen teilweise nicht mehr gewährleistet war.
Laut Angaben der Internationalen Arbeitsorganisation sind in Indien 80,9 Prozent der Arbeitskräfte im informellen Sektor beschäftigt – ohne Verträge, Lohnfortzahlung oder Versicherung. Jeder verstrichene Tag ohne Arbeit bedeutet für sie einen Tag ohne Einkommen. Hinzu kommt, dass viele kaum Rücklagen haben.

##### Iran
Am 20. Februar 2020 meldete die Regierung der Islamischen Republik Iran den Nachweis des Virus bei zwei Todesfällen. Da bei den an die Weltgesundheitsorganisation gemeldeten Zahlen für Iran die Zahl der Todesfälle in Relation zur Zahl der Infizierten überdurchschnittlich hoch war, wird in Presseberichten eine hohe Dunkelziffer nicht erkannter oder nicht gemeldeter Infektionen mit SARS-CoV-2 vermutet. Experten drückten ihre Besorgnis aus, dass Iran nicht über die erforderlichen Ressourcen verfüge, die Ausbreitung der Infektion einzudämmen, sollten die Fallzahlen stark steigen. Reisende mit Aufenthalt in Iran waren bis Anfang März 2020 die Ursache für Infektionen in mehreren Ländern im Nahen und Mittleren Osten, beispielsweise Afghanistan, Bahrain, Irak, Katar, Kuwait, Libanon, Oman, Pakistan und den Vereinigten Arabischen Emiraten.
Am 25. Februar 2020 wurde bekannt, dass der stellvertretende iranische Minister für Gesundheit Iraj Harirchi, der tags zuvor bestritten hatte, das Ausmaß des Ausbruchs zu vertuschen, positiv auf das neuartige Coronavirus getestet worden war. Vom 2. bis 10. März war ein Team der Weltgesundheitsorganisation vor Ort, um bei der Bekämpfung des COVID-19-Ausbruchs zu helfen, dabei wurde angemahnt, dass die Mitarbeiter im Gesundheitssystem besser geschützt werden müssten. Am 4. März 2020 erklärte der Generalstaatsanwalt des Landes, das Horten von Atemschutzmasken und anderen Vorräten sei mit der Todesstrafe belegt worden.
Laut WHO-Bericht vom 23. März 2020 lag die offizielle Zahl der Todesfälle bei 1.685, bei insgesamt 21.638 Infektionsfällen. Den höchsten Stand an täglichen Neuinfektionen erreichte man am 30. März mit 3.186 Fällen, danach sank die Zahl kontinuierlich, so dass am 8. April erstmals seit dem 24. März wieder unter 2.000 Neuinfektionen pro Tag vermeldet werden konnten. Die Gesamt-Todeszahl übertraf bereits am 4. April die von China und war ab diesem Tag nur noch in fünf anderen Ländern der Welt höher. Auch bei der Zahl der Infizierten gehört Iran weiterhin zu den am schwersten betroffenen Staaten. Auf dem Stand vom 10. April 2020 meldeten nur sieben andere Länder mehr Infektionen. Am 25. Mai 2020 meldete die WHO 135.701 Infizierte und 7.417 Todesfälle.

##### Türkei
Die Türkei war vergleichsweise lange Zeit nicht von der COVID-19-Pandemie betroffen. Präventiv wurden am 24. Januar 2020 an den internationalen Flughäfen Wärmebildkameras installiert und bei Reisenden aus China Tests durchgeführt, später wurden alle Passagiere kontrolliert. Am 11. März 2020 gab der Gesundheitsminister Fahrettin Koca bekannt, dass ein Mann, der sich unter anderem in Italien und Deutschland aufgehalten hatte, positiv auf das Virus getestet worden sei. Am 12. März fand unter der Leitung des Staatspräsidenten eine Sondersitzung statt. Daraufhin wurde bekannt gegeben, dass sämtliche Schulen geschlossen werden und ab dem 23. März der Fernunterricht an den Schulen beginnt. Weiter wurden in einem ersten Schritt Flüge in mehrere EU-Länder verboten, später folgten die Schweiz, das Vereinigte Königreich und Saudi-Arabien. Am 16. März 2020 wurden alle Geschäfte geschlossen, die nicht der Grundversorgung dienen. Am 22. März 2020 waren laut Gesundheitsministerium bereits 1.236 Menschen infiziert und 21 gestorben. Am 31. März waren es laut Gesundheitsminister Fahrettin Koca 13.531 Infizierte und 214 Gestorbene. Am 10. April meldete die Türkei als elftes Land weltweit den 1.000. Todesfall. Die Zahl der Infizierten betrug nun 47.029 und war damit achtmal höher als zwei Wochen zuvor, wo sie noch mit 5.698 angegeben wurde. Am 25. Mai 2020 meldete die WHO 156.827 Infizierte und 4.340 Todesfälle.

##### Vorderasien, Naher Osten

Bestätigte Infizierte in Israel nach Daten der WHO. Oben kumuliert, unten Tageswerte

In Vorderasien bzw. im Nahen Osten meldeten am 22. Februar 2020 jeweils Israel und der Libanon ihren ersten Erkrankungsfall. Am 24. Februar bestätigten Kuwait (3), Bahrain (1), Afghanistan und der Irak (1) die ersten Infektionsfälle in ihren Ländern. Bei all diesen neu gemeldeten Fällen soll es Verbindungen zu Iran gegeben haben. Bei den Fällen im Libanon, in Kuwait, Bahrain, Oman, Katar und in den Vereinigten Arabischen Emiraten sowie im Irak und in Afghanistan konnte im Nachhinein ein Zusammenhang mit Reisen nach Iran ermittelt werden. Am 22. März 2020 gab auch Syrien offiziell seinen ersten Coronavirus-Fall bekannt.
Besondere Sorge bereitet den Experten die mögliche Ausbreitung des Virus in Ländern mit einem unzureichenden Gesundheitssystem und überfüllten Flüchtlingslagern. Im Nordwesten Syriens beispielsweise leben drei Millionen Geflüchtete unter prekären Lebensbedingungen, und Syriens Gesundheitssystem ist nach neun Jahren Bürgerkrieg weitgehend heruntergewirtschaftet.

##### Republik China (Taiwan)
Ausgehend von der SARS-Epidemie 2004 etablierte Taiwan mit dem Nationalen Gesundheitskommandozentrum eine zentrale Einrichtung zur Steuerung der Reaktion auf einen erneuten Krankheitsausbruch. Am 31. Dezember 2019, an dem Tag, als die VR China der WHO eine Häufung von Pneumonien meldete, begannen die taiwanischen Behörden mit Fiebermessungen und Befragungen bei allen Flugreisenden aus der Volksrepublik. Bis zum 24. Februar 2020 beschloss das Gremium 124 Einzelmaßnahmen, von der Regelung der Quarantäne, der proaktiven Suche nach Infizierten, Regelungen für Schulen und Bildungseinrichtungen sowie der Kontrolle von See- und Luftgrenzen. Die Produktion von Schutzmasken wurde unter Heranziehung von Soldaten gesteigert. Am 20. Januar 2020 gab die taiwanische Gesundheitsbehörde (Taiwan CDC) bekannt, über einen Vorrat von 44 Millionen OP-Masken und 1,9 Millionen N95-Masken zu verfügen (bei rund 23,5 Millionen Einwohnern). Die Zahl bereitstehender Isolationszimmer mit Unterdrucksystem wurde mit 1100 angegeben. Taiwan fasste Reise- und Kranken- sowie Sozialversicherungsdaten zusammen, um die Gefährdung von individuellen Personen zu errechnen. Aufgrund dieser Daten wurde ein Echtzeitalarm an die betreffenden Personen per Mobilfunk verschickt. Dieser ermöglichte erst die Einreise. Bei unauffälliger Datenlage wurden die Personen durchgewinkt. Bei Verdachtsfällen aufgrund der Reisedaten wurden die betreffenden Personen unverzüglich für die Dauer der Inkubationszeit in häusliche Quarantäne überführt. Die Einhaltung der Quarantäne wurde über das Mobiltelefon über dasselbe Programm überwacht.
Anfang März 2020 zeigte sich, dass die Eindämmung des SARS-CoV-2 in Taiwan mit diesen Maßnahmen überaus erfolgreich verlief, obwohl Taiwan auf Druck Chinas offiziell von der WHO nicht mit Informationen versorgt und von der Zusammenarbeit fast vollständig ausgeschlossen wurde.

##### Südkorea

Bestätigte Infizierte in Südkorea nach Daten der WHO; oben kumuliert, unten Tageswerte

Mitte Februar 2020 wurden in Südkorea die ersten Fälle festgestellt, bei denen sich nicht klären ließ, wo sie sich angesteckt hatten. Die Zahl der bekannten Infektionsfälle bewegte sich bis zum 20. Februar 2020 bei unter 50 und stieg dann sprunghaft an. Ein erheblicher Teil konnte auf eine 61-jährige Superverbreiterin zurückgeführt werden, die innerhalb der Shincheonji-Kirche in Daegu mindestens 37 andere Anhänger infiziert hatte. Sie hatte zuvor einen Virustest verweigert. Am 22. Februar 2020 wurden bereits mehr als 400 Infektionsfälle im Land gemeldet, von denen etwa die Hälfte mit der Kirchengemeinde in Daegu und einem Krankenhaus in Cheongdo in der Umgebung in Verbindung stand, außerdem zwei Todesfälle. Die Städte Daegu und Cheongdo wurden durch die Behörden zu „Sonderüberwachungszonen“ erklärt. Am 23. Februar 2020 wurden über 600 Infektionsfälle sowie fünf Todesfälle gezählt. Präsident Moon Jae-in erklärte, dass sich das Land an einem „schwerwiegenden Wendepunkt“ befinde. Die nächsten Tage seien für die Bekämpfung der Ausbreitung der Virusinfektion entscheidend. In Südkorea gibt es Apps und Webseiten, die vor Orten warnen, an denen sich Infizierte nachweislich (mit ihrem Smartphone) aufgehalten haben. Zur Eindämmung der Epidemie steigerten die Gesundheitsbehörden die Testkapazität des Landes von rund 200 Ende Januar 2020 auf rund 1000 Ende Februar 2020. Vom 20. Januar bis zum 5. März wurden rund 146.000 Personen in Südkorea getestet. Nach Medienberichten wurden Anfang April 2020 täglich 400.000 Menschen getestet. Das Ziel des Massentestprogramms ist die Unterbrechung der Infektionsketten durch Isolierung aller Überträger inklusive der beschwerdefreien Patienten.

##### Südostasien

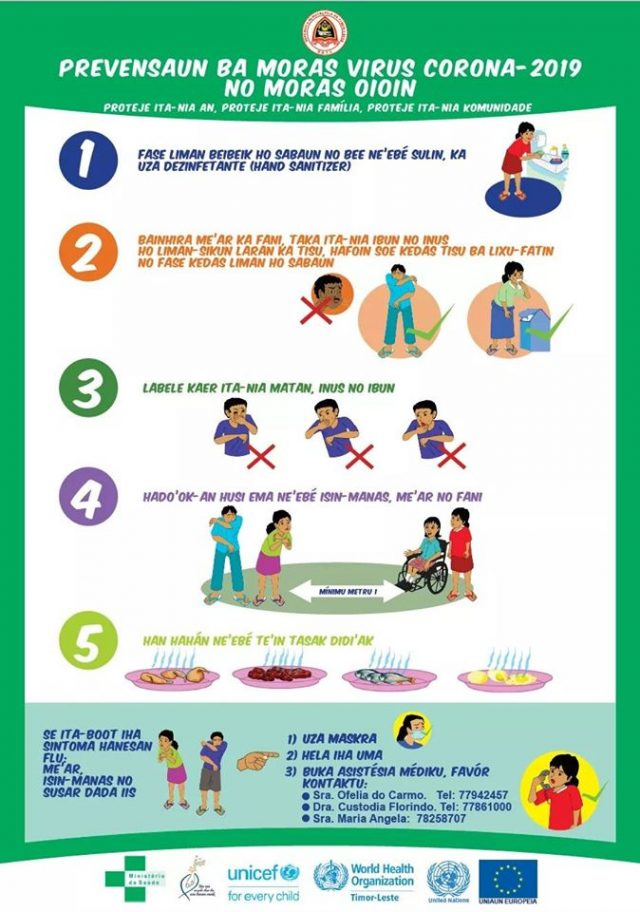
Hinweise zu COVID-19 in Osttimor

Am 27. Januar 2020 wurde der erste Fall von SARS-CoV-2 in Kambodscha bei einem Chinesen, der aus Wuhan kam, registriert. Am 13. Februar 2020 erreichte das Kreuzfahrtschiff Westerdam den Hafen von Sihanoukville. Bei einer US-amerikanischen Passagierin wurde kurz darauf bei der Weiterreise nach Malaysia eine Infektion mit dem Virus diagnostiziert. Seitdem durften die verbleibenden 980 Passagiere und Besatzungsmitglieder der Westerdam das Schiff nicht mehr verlassen, bis sie negativ auf das Virus getestet wurden. Da inzwischen allerdings neben der Frau noch weitere 1276 Passagiere bereits ungetestet das Schiff verlassen hatten und weitergereist waren, befürchteten Experten eine nun sehr viel schwerer eingrenzbare Verbreitung der neuartigen Coronavirus-Epidemie. Bis zum 10. April 2020 wurden 120 Fälle gemeldet, Todesfälle waren bis zu diesem Zeitpunkt nicht bekannt.
In Osttimor wurde am 21. März 2020 erstmals ein Fall einer SARS-CoV-2-Infektion gemeldet. Es handelte sich um einen Ausländer, der in Osttimor lebt. Er hatte leichte Symptome und wurde von den Behörden isoliert. Nach 28 Krankheitsfällen galt Osttimor seit dem 15. Mai 2020 als frei von COVID-19, bis erneut Corona-Infizierte unter Einreisenden entdeckt und isoliert wurden. Eine Verbreitung der Krankheit unter der Bevölkerung konnte durch die Schließung der Grenzen lange verhindert werden, doch ab Dezember 2020 brachten vor allem illegale Grenzgänger das Virus nach Osttimor. Mit Absperrung der einzelnen Gemeinden versuchte man die Verbreitung zu stoppen. Ab dem 7. April 2021 begann man mit Impfungen. Bis zum 18. September waren 32,4 % voll geimpft, 55,3 % hatten die erste Impfdosis erhalten. Zu dem Zeitpunkt zählte man 18.994 Infizierte und 103 Tote.
In Singapur wurde bereits am 2. bzw. 3. Januar 2020 begonnen, alle Patienten mit Lungenkrankheiten zu identifizieren, die zuvor aus der Region Wuhan eingereist waren, und bei allen aus Wuhan ankommenden Reisenden am Flughafen die Körpertemperatur zu messen. Im Januar wurden die Alarmstufen und das Contact-Tracing schrittweise ausgebaut. Am 31. Januar 2020 wurden Einreisen aus Hubei untersagt und 700 Menschen, die vorher in Hubei gewesen waren, isoliert. Aus China kommende Einwohner mussten sich von da an zwei Wochen lang isolieren. Nach Ausrufung der Alarmstufe „DORSCON orange“ waren Lebensmittel und Güter des Grundbedarfs vielfach ausverkauft, Premier Lee Hsien Loong rief in einer Videoansprache in sozialen Netzwerken die Bevölkerung zur Ruhe auf. Es gebe reichlich Vorräte, die Stadt werde nicht abgeriegelt, und es würden auch nicht alle Bürger angewiesen, zu Hause zu bleiben, wie in China, Südkorea oder Italien geschehen.
Bis zum 19. Februar 2020 waren 84 Infizierte in Kliniken behandelt worden, von denen 4 auf eine Intensivstation kamen. Bis zum 16. März 2020 gab es 121 bestätigte COVID-19-Fälle; es waren jedoch fast ebenso viele Patienten als geheilt entlassen worden. Alle COVID-19-Fälle konnten innerhalb kürzester Zeit isoliert werden, die Kontakte wurden mit dem nach der SARS-Epidemie 17 Jahre zuvor entwickelten Contact-Tracing-Management identifiziert und unter Quarantäne gestellt. Premier Lee konnte vermelden, die Situation sei unter Kontrolle und man werde die Stadt nicht herunterfahren, so wie dies in China, Südkorea oder Italien geschehen sei. Reisende aus Deutschland wurden nicht ins Land gelassen, das Land galt als Risikofall – als einer jener Staaten, die COVID-19 zu lange nicht ernst genug genommen hätten, wie Premier Lee kritisiert: „Ein alarmierendes Level von Inaktivität hat es die Weltgesundheitsorganisation genannt. Wir hier in Singapur haben COVID-19 von Anfang an absolut ernst genommen“.  Auf dem Stand vom 15. April 2020 waren es 3699 Infizierte, darunter 10 Tote.
Thailand begann am 5. Januar 2020 Einreisekontrollen für Flüge aus Wuhan und meldete am 13. Januar 2020 den ersten SARS-CoV-2-Fall außerhalb Chinas. Bis 15. April 2020 stieg die Zahl der Infizierten auf 2672, darunter 46 Tote.

##### Japan

Bestätigte Infizierte in Japan nach Daten der WHO; oben kumuliert, unten Tageswerte

Die Zahl der Infizierten an oder von Bord der Diamond Princess im Hafen von Yokohama stieg am 24. Februar 2020 auf 691. Diese Infektionsfälle werden in den WHO-Berichten nicht Japan zugeordnet, sondern als Internationale Beförderung geführt (vergleiche den Abschnitt Diagramme und Tabellen). Am 26. Februar ordnete das Schulamt in der Präfektur Hokkaidō an, Grund- und Mittelschulen für einige Tage zu schließen. Am gleichen Tag stieg die Zahl der Infektionen in Japan auf 164. Am Folgetag verkündete der Premierminister Shinzō Abe die Schließung aller Schulen in Japan bis zum April 2020; für Kinder, deren berufstätige Eltern keine Betreuungsmöglichkeit hatten, waren Ausnahmen vorgesehen. Mitte März waren es ca. 800 Infizierte und ein Dutzend Todesfälle, Mitte April mehr als 10.000 Infizierte und über 100 Tote, Mitte Mai mehr als 15.000 Infizierte und über 700 Tote.

#### Europa
Seit dem 16. Januar 2020 gab es nachgewiesene Coronainfektionen in Europa. Eine Woche später, am 24. Januar 2020, wurde der erste Fall auf dem Europäischen Kontinent in Frankreich der WHO gemeldet, und am 25. Januar wurde der erste Todesfall außerhalb Asiens, ebenfalls in Frankreich, gemeldet. Aufgrund der hohen Zahlen, welche die in China überstiegen, stufte die WHO Europa Anfang März 2020 zum Epizentrum der Pandemie ein.
Bis April 2021 erlebte der Kontinent drei Wellen der Pandemie. Die erste dauerte von März bis Mai 2020; sie führte in vielen Ländern zu einer Überlastung der Gesundheitsinfrastruktur und dadurch zu einer hohen Sterblichkeit. Die zweite Welle fand von September 2020 bis Anfang Februar 2021 statt und die dritte schloss sich kurz darauf ab März 2021 an.

#### Afrika

Bestätigte Infizierte in Ägypten nach Daten der WHO; oben kumuliert, unten Tageswerte

Am 14. Februar 2020 wurde der erste Infektionsfall auf dem afrikanischen Kontinent – in Ägypten – gemeldet. Es handelte sich um einen 33-jährigen aus dem Ausland stammenden Patienten; nach Angaben des ägyptischen Gesundheitsministeriums fielen bei allen seinen Kontaktpersonen die Tests auf den Erreger negativ aus. Bis zum 16. März 2020 wurden von 26 afrikanischen Ländern Fälle gemeldet. Angola meldete am 21. März 2020 seinen ersten Corona-Fall. Bis zum 25. März 2020 wurden 2412 Fälle in 43 afrikanischen Staaten gemeldet, davon 709 in Südafrika.

#### Angloamerika

##### Kanada
Am 13. März wurde bekanntgegeben, dass die Ehefrau des kanadischen Regierungschefs Justin Trudeau positiv getestet wurde. Vorsorglich begaben sich beide für 14 Tage in häusliche Quarantäne. Trudeau war der erste Regierungschef, der in häusliche Quarantäne ging.
Es wurden zahlreiche Maßnahmen gegen das Virus angekündigt. So soll das Parlament fünf Wochen schließen, internationale Flüge sollen auf wenige Flughäfen mit besonderen Kontrollen umgeleitet werden, Kreuzfahrtschiffe mit mehr als 500 Personen sollen nicht mehr andocken dürfen. Von einem Einreiseverbot wurde zunächst abgesehen, um nicht zu illegalen Grenzübertritten Anlass zu geben. Die Regierung forderte die Bürger auf, von entbehrlichen Auslandsreisen abzusehen und sich im Sinne der räumlichen Distanzierung von Menschenmassen fernzuhalten. Am 16. beziehungsweise 18. März wurden dann doch Einreiseverbote ausgesprochen.

##### Vereinigte Staaten

Bestätigte Infizierte in den Vereinigten Staaten nach Daten der WHO; oben kumuliert, unten Tageswerte

Der erste bestätigte Fall in den USA wurde am 21. Januar 2020 aus dem Bundesstaat Washington vermeldet. Am 6. März 2020 waren 245 bestätigte Fälle sowie 14 Todesfälle bekannt. In mehreren Bundesstaaten wurde zahlreichen Menschen eine häusliche Quarantäne verordnet, insbesondere mehr als 2.500 Menschen allein in New York und mehr als 9.700 in Kalifornien (Stand: 6. März 2020). Es handelt sich um Kontaktpersonen der ersten bestätigten Infizierten sowie um zurückgekehrte Reisende.
Ende Januar bewerteten die CDC die Gefahr durch COVID-19 für die US-Bevölkerung als niedrig.
Die Federal Reserve stellte im März 2020 Dollarscheine, die aus Asien zurückkehren, unter eine siebentägige Quarantäne.
Anfangs verharmloste US-Präsident Donald Trump die Gefahren des neuartigen Coronavirus. Zahlreiche Aussagen Trumps in den ersten beiden März-Wochen zur Pandemie stellten sich retrospektiv als inkorrekt heraus, werden mithin vom CNN als „Falschaussagen“ angeprangert. In einer Fernsehansprache am 11. März 2020 kündigte er – ohne Absprache mit der EU – ein einmonatiges Einreiseverbot für Nicht-US-Bürger an, die sich in den vergangenen zwei Wochen in einem der 26 europäischen Länder des Schengenraums aufgehalten hatten. Wenige Tage später erweiterte Trump den Einreisestopp auf Großbritannien und Irland.
Angesichts des sich ausbreitenden neuartigen Coronavirus in den USA wurde am 13. März 2020 der nationale Notstand ausgerufen. Bis dahin waren weniger als insgesamt 15.000 Menschen getestet worden – wobei rund 2300 positiv auf COVID-19 getestet wurden. Diese vergleichsweise niedrige Zahl an positiv auf COVID-19 Getesteten lag daran, dass es an Tests fehlte. Vielen Menschen mit Krankheitssymptomen gelang es nicht, sich testen zu lassen. Präsident Trump erklärte, die Produktion von fünf Millionen Coronavirus-Tests sei angestrebt, die „sehr bald“ verfügbar sein würden.
Als erster US-Bundesstaat verhängte Kalifornien am 19. März 2020 eine Ausgangssperre. Gouverneur Gavin Newsom ging davon aus, dass sich knapp 60 Prozent der 40 Millionen Einwohner in den nächsten acht Wochen anstecken könnten. In einigen Teilen Kaliforniens hätten sich laut Newsom zuvor die Fallzahlen alle vier Tage verdoppelt. Bis zur Verhängung der Ausgangssperre waren in Kalifornien 958 Infektionsfälle bekannt geworden sowie 19 Todesfälle. Am selben Tag hatte Bürgermeister Eric Garcetti die Einwohner von Los Angeles dazu aufgerufen, nach Möglichkeit zu Hause zu bleiben. Zuvor waren bereits im Raum San Francisco viele Bezirke mit einer einwöchigen Ausgangssperre konfrontiert worden.
Am 27. März 2020 wurden in den USA erstmals über 100.000 Infizierte gemeldet. Damit entwickelten sich die USA neben Europa und nach China zum neuen Zentrum der Pandemie. Die amerikanische Gesundheitsbehörde CDC rief am 4. April die amerikanische Öffentlichkeit dazu auf, im Alltag Schutzmasken zu tragen, um die Verbreitung der Infektionskrankheit zu verlangsamen.

#### Lateinamerika
Die COVID-19-Pandemie erreichte Lateinamerika später als Asien und Europa. Seitdem hat sich das Virus aber über alle Länder der Region ausgebreitet, wenn auch in unterschiedlicher Geschwindigkeit und mit unterschiedlichen Infektions- und Todeszahlen. In vielen Ländern sind die Gesundheitssysteme überfordert. Auch die Reaktionen der lateinamerikanischen Regierungen waren verschieden. Während Staaten wie Argentinien, Bolivien, Kolumbien und Uruguay früh räumliche Distanzierung im Rahmen einer Massenquarantäne anordneten, spielten die Präsidenten Mexikos und Brasiliens (siehe Falschinformationen zur COVID-19-Pandemie #Brasilien) die Bedrohung durch das Virus zunächst herunter. In vielen Staaten wurden schnelle soziale Hilfsmaßnahmen verabschiedet. Vielfach wurden die Regierungen mit Sonderkompetenzen ausgestattet. Auch in den Fällen, wo dies zur Eindämmung der Pandemie gerechtfertigt scheint, fürchten Kritiker einen Verlust an demokratischer Qualität und die Legitimierung autoritärer Praktiken über die akute Krise hinaus.

##### Brasilien

Bestätigte Infizierte in Brasilien nach Daten der WHO; oben kumuliert, unten Tageswerte

Nachdem am 26. Februar 2020 in Brasilien die erste bestätigte Infektion mit dem neuartigen Coronavirus aus Südamerika gemeldet worden war und am 28. Februar zwei positive Fälle aus Mexiko bekannt geworden waren, gab es mit Stand 1. März 2020 noch zehn weitere bestätigte SARS-CoV-2-Infektionen in Lateinamerika: einen zweiten Fall in Brasilien, vier Fälle in Mexiko, sechs in Ecuador und einen Fall in der Dominikanischen Republik. Bis zum 8. März kamen fünf bestätigte Infektionsfälle in Costa Rica hinzu. Auf dem südamerikanischen Kontinent traten Infektionen auch in Peru, Kolumbien und Französisch-Guayana auf.
Die beiden brasilianischen Erstpatienten, ein 61-Jähriger und ein 32-Jähriger, stammen aus São Paulo und waren kürzlich von Reisen nach Italien zurückgekehrt. Am 4. April 2020 wies das Land offiziell 10.278 Infektionen aus, eine Woche später waren es doppelt so viele. Zudem wurde am 11. April 2020 der tausendste Todesfall gemeldet.

##### Ecuador
Das zunächst am stärksten betroffene Land Lateinamerikas war Ecuador. Bis zum 4. März stieg die Zahl der dort bestätigten Infizierten auf zehn an. Alle Fälle sind Kontaktpersonen einer 71-jährigen, in Spanien lebenden Frau, die aus Madrid nach Ecuador gereist und einige Tage nach ihrer Ankunft erkrankt war. Bis zum 8. März erhöhte sich die Zahl der bestätigten Infektionsfälle in dem Land auf 14, am 7. April wies Ecuador 3747 Infektionen auf. Davon waren allein 1600 Infizierte in Krankenhäusern beschäftigt, da es an Schutzmaterialien mangelt.
Ecuador weist in Relation zur Gesamtbevölkerung deutlich mehr Infizierte und Tote als die anderen lateinamerikanischen Staaten auf. Bereits auf dem Stand vom 15. März gab es in der am stärksten betroffenen Provinz Guayas 10.000 mehr Tote, als in normalen Jahren bis dahin gezählt wurden, so dass anzunehmen ist, dass das Virus deutlich früher auftrat als bisher bekannt. In der ecuadorianischen Metropole Guayaquil (Prov. Guayas) kollabierte Ende März das Bestattungswesen. Spezialeinheiten mussten mit einer dreiwöchigen Bergungsmission beginnen und holten bis zum 12. April 1402 Leichen aus Privathaushalten und Krankenhäusern der Stadt, da die Leichenhäuser voll waren und die Toten teils auf der Straße abgelegt wurden, zudem wurden weitere Leichen ohne Untersuchung bereits zuvor privat verbrannt. Die zu diesem Zeitpunkt offizielle Todeszahl von etwas über 300 ist daher als unrealistisch einzustufen und eine hohe Dunkelziffer anzunehmen. Die Ursache des jeweiligen Todes der geborgenen Leichen wurde allerdings nicht bekannt gegeben, so dass keine sichere Zahl mehr ermittelt werden kann.

##### Kuba

Bestätigte Infizierte in Kuba nach Daten der WHO; oben kumuliert, unten Tageswerte

Am 11. März meldete Kuba die ersten Fälle; drei Touristen aus Italien wurden positiv auf COVID-19 getestet. Die Ausbreitung des Virus SARS-CoV-2 in Kuba stellt das Gesundheitssystem der sozialistischen Karibikinsel auf die Probe. Ursprünglich von Touristen und aus dem Ausland zurückreisenden Kubanern auf die Insel gebracht, hat sich das Virus rasch über die ganze Insel verbreitet; Mitte April wurden rund 1.000 Fälle von Infizierungen gezählt. Das Land verfügt über ein breites Gesundheitssystem mit einer sehr hohen Ärztedichte (siehe COVID-19-Pandemie in Kuba). Gleichzeitig leidet die medizinische Versorgung unter einem Mangel an Ausrüstung und Medikamenten sowie den niedrigen Löhnen des Personals. Hinzu kommen teils dramatische Versorgungsengpässe, auch bei sanitären Produkten und der Wasserversorgung. Aufgrund der hohen Altersstruktur gilt rund ein Viertel der Bevölkerung als Risikogruppe. Trotz der kritischen Lage auf der Insel selbst entsandte Kuba Ärzte-Brigaden zur Bekämpfung der COVID-19-Epidemie in andere Länder, unter anderem nach Norditalien und in zahlreiche Karibikstaaten.
Kubas schwierige wirtschaftliche Situation wird durch die Pandemie verschärft, da sie zum Einbruch des wichtigsten Wirtschaftszweiges des Landes, des Tourismus, geführt hat. Die Regierung hat Lock-Down-Maßnahmen ergriffen. Zur Notversorgung der Bevölkerung hat sie verstärkt Nahrungsmittel und Sanitärprodukte dem freien Verkauf entzogen und in die Verteilungswirtschaft des Rationierungssystems überführt.

#### Antarktika

Infizierte in Antarktika

Im Dezember 2020 wurden 36 mit SARS-CoV-2 infizierte Mitarbeiter der chilenischen Bernardo-O’Higgins-Station auf der Antarktischen Halbinsel registriert, darunter 26 Mitglieder des Militärs und 10 Zivilkräfte. Es waren die ersten bekannten Fälle der COVID-19-Pandemie auf dem antarktischen Kontinent.

### Flüchtlingslager und marginalisierte Romasiedlungen
Besondere Sorge bereitet den Experten die mögliche Ausbreitung in Ländern mit unzureichenden Gesundheitssystemen, überfüllten Flüchtlingslagern und marginalisierten Siedlungen, in denen in vielen Staaten insbesondere Angehörige der nationalen Minderheit der Roma leben. Beim Umgang mit der Risikogruppe der in Elendssiedlungen kumulierten Roma kommen ethnische Diskriminierung und daraus folgende Ungleichbehandlung erschwerend hinzu. In einigen Staaten würden Roma-Siedlungen polizeilich abgeriegelt und, wenn einzelne Roma unter Quarantäne stehen, dem ganzen Roma-Kollektiv strikte Maßnahmen auferlegt, während Maßnahmen gegenüber Mitgliedern der Mehrheitsbevölkerung lediglich individuell vorgenommen würden. Der Gesundheitsschutz der Roma werde dabei vernachlässigt.

## Nationale Maßnahmen
Zahlreiche Staaten beschlossen mehr oder weniger einschneidende Quarantänemaßnahmen wie Kontaktbeschränkungen, Ausgangssperren, Schulschließungen und Reisebeschränkungen sowie Beherbergungsverbote. Eine große Welle solcher Maßnahmen wurde weltweit im März 2020 beschlossen. Viele Staaten lockerten die Quarantänemaßnahmen dann im Mai und Juni 2020 wieder. Außerdem bemühten sich Staaten um die Stärkung ihres Gesundheitssystems, die Beschaffung von Schutzausrüstung, die Förderung der Forschung zur Behandlung von COVID-19 sowie zur Impfstoffentwicklung und trafen weitere Maßnahmen der Pandemieprävention. Schließlich ergriffen Regierungen im Anschluss an die Quarantänen Maßnahmen zur Überwindung der Wirtschaftskrise 2020. Die nationalen Maßnahmen waren sehr unterschiedlich, abhängig von den politischen Prioritäten der Regierungen und den zur Verfügung stehenden Ressourcen. Genauere Informationen finden sich in den Artikeln zur COVID-19-Pandemie in einzelnen Ländern.

### Maßnahmen zur Sammlung von Kontakt- und Bewegungsdaten

#### COVID-19-Apps
Unter COVID-19-Apps versteht man mobile Apps, die durch Kontaktverfolgung (Tracking) die Eindämmung der COVID-19-Pandemie unterstützen sollen. Viele Länder entwickelten eigene Apps, zum Teil auf gleichen Standards, um Kompatibilität zu erreichen.

#### Sonstige Auswertung von Standortdaten
Auch ohne Tracking-Apps konnte mithilfe der Ortungsmöglichkeiten von Mobiltelefonen und daraus abgeleiteter Bewegungsprofile überprüft werden, ob sich Bürger an die im Rahmen der Coronavirus-Pandemie erlassenen Rechtsnormen hielten. Lothar Wieler, der Präsident des deutschen Robert Koch-Instituts, erläuterte, dass die hierfür notwendigen Informationen, Ortungen und Bewegungsdaten von der Telekom zur Verfügung gestellt wurden: Es sei möglich, „kleinräumig und ziemlich aktuell nachzuvollziehen, wie sich bestimmte Maßnahmen, die zur Epidemiebekämpfung eingeführt worden sind, auch auswirken“. Mit Mobilitätsdaten konnte zum Beispiel tagesaktuell beobachtet werden, „wie sich Menschen beweg[t]en, und ob sie in den letzten Wochen ihr Verhalten verändert“ hatten.

## Internationale Maßnahmen

### Internationale Gesundheitsnotlage, WHO-Maßnahmen
Am 30. Januar 2020 erklärte WHO-Generaldirektor Tedros Adhanom Ghebreyesus das Vorliegen einer Gesundheitlichen Notlage internationaler Tragweite (auch vereinfacht „internationale Gesundheitsnotlage“ genannt). Ausschlaggebend hierfür war die Sorge um die mögliche Ausbreitung der Virusepidemie auf Länder mit einem schwach entwickelten Gesundheitssystem, insbesondere in Subsahara-Afrika. Der Generaldirektor der Weltgesundheitsorganisation betonte ausdrücklich, dass die Gesundheitsnotlage nicht wegen der Lage in China erklärt worden sei. Die WHO habe weiterhin volles Vertrauen in die Fähigkeiten Chinas, die Epidemie im Land unter Kontrolle zu bringen.

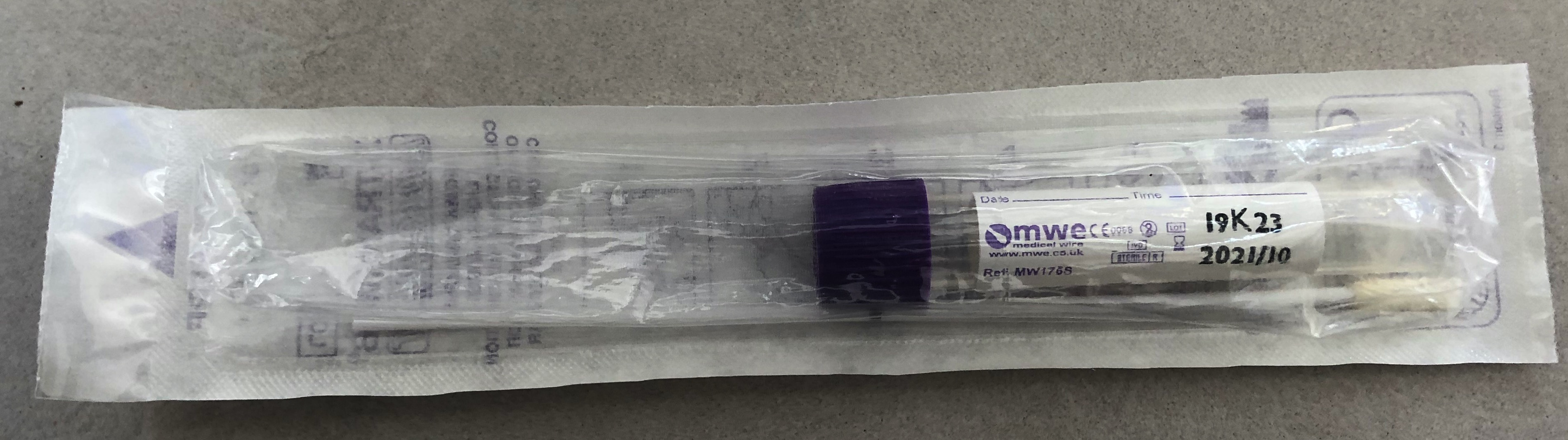
COVID-19-Test-Kit

Am 11. und 12. Februar 2020 fand in Genf auf Einladung der Weltgesundheitsorganisation eine Konferenz statt, auf der sich über 400 Experten aus verschiedenen Fachgebieten zur Epidemie berieten. Es ging um den Austausch von Wissen über die Krankheit COVID-19 und das sie verursachende Virus SARS-CoV-2 sowie um die Festlegung zeitnaher Strategien zur Entwicklung von Impfstoffen und Behandlungsmethoden. In seiner Rede auf der Münchner Sicherheitskonferenz am 15. Februar 2020 sagte Ghebreyesus, dass die chinesischen Maßnahmen halfen, die Weiterverbreitung der Epidemie auf andere Staaten zu verlangsamen. Er lobte die gute Zusammenarbeit der internationalen Forschergruppen und erklärte, dass Tests zur Diagnose des Virus sowie persönliche Schutzausrüstungen für medizinisches Personal an Staaten mit großem Bedarf verschickt wurden. Im Situation Report – 29 der WHO vom 18. Februar 2020 wurde gemeldet, dass Testkits zur Labordiagnose von COVID-19 nach 56 Staaten verschickt wurden, ebenso wurden mehr als 12 Tonnen an persönlicher Schutzausrüstung an Staaten mit besonderem Bedarf in den Regionen Westpazifik, Südostasien und Afrika versandt. Am 13. März 2020 berichtete der WHO-Generaldirektor, dass 1,5 Millionen Testkits nach 120 Staaten geliefert wurden und 28 weitere Staaten folgen würden, außerdem wurden Vorräte an persönlicher Schutzausrüstung für 56 Staaten bereitgestellt. Die aktualisierte Meldung im Situation Report – 78 der WHO vom 7. April 2020 führte mehr als 900.000 Mund-Nasen-Schutzmasken, 62.000 N95-Masken, 1.000.000 Schutzhandschuhe, 115.000 Kittel, 17.000 Schutzbrillen und 34.000 Gesichtsschutzmasken auf, die an 133 Staaten versendet wurden.
Der WHO-Generaldirektor erklärte laut Medienangaben am 24. Februar 2020, dass es sich bislang nicht um eine Pandemie handele, sondern um Epidemien in einzelnen Ländern, denn es gebe bislang keine unkontrollierte globale Ausweitung des Virus. Von einer Pandemie zu sprechen, würde Angst schüren, sei im Prinzip unerheblich und würde keine Menschenleben retten.
Am 1. März 2020 gab die WHO eine Empfehlung für die Verwendung von persönlicher Schutzausrüstung heraus. Diese wurde durch die weltweite Knappheit an Schutzkleidung motiviert, welche für Atemschutzmasken bereits bestehe und für Kittel und Augenschutz absehbar sei. Darin wird empfohlen, bei der direkten Patientenversorgung unter anderem einen Mund-Nasen-Schutz zu verwenden. FFP2- oder N95-Masken sollten länger und bei mehreren Patienten getragen werden, um Material zu sparen. Diese höherwertigen Masken sollten nur bei aerosolbildenden Eingriffen am Patienten zum Einsatz kommen. Der allgemeine Einsatz von Masken in der Bevölkerung wurde nur für pflegende Angehörige und Personen mit Atemwegsbeschwerden empfohlen. In mehreren Staaten zugleich kam es zu Engpässen, die nicht kurzfristig durch Produktionserhöhungen und -umstellungen kompensiert werden konnten. Der Mangel an medizinischer Schutzkleidung, insbesondere auch an Atemschutzmasken sowie an Mund-Nasen-Schutz für medizinische Fachkräfte und für die Allgemeinheit, sowie an Desinfektionsmitteln wurde zu einem Faktor, den die Regierungen bei der Abwägung der Optionen miteinkalkulieren mussten. Teilweise griffen Regierungen direkt in Produktionsentscheidungen und Lieferketten ein.
Am 11. März 2020 stufte die WHO die globale Verbreitung des Coronavirus offiziell als Pandemie ein. Im WHO-Bericht 53 vom 13. März 2020 wurde bekannt gegeben, dass der Solidaritätsfonds zur Bekämpfung von COVID-19 (englisch COVID-19 Solidarity Response Fund) in Zusammenarbeit mit der UN-Stiftung und anderen Partnern eingerichtet wurde, um der Pandemie zu begegnen. Ziel war es, bis Ende April 675 Millionen US-Dollar zu sammeln, um Staaten mit besonderem Bedarf bei ihrem Einsatz gegen die Verbreitung von COVID-19 zu unterstützen. Um Spenden für den Solidaritätsfonds zu sammeln und die Beschäftigten im Gesundheitswesen im weltweiten Einsatz gegen das neuartige Coronavirus zu würdigen, wurde zusammen mit der NGO Global Citizen für den 18. April das globale Live-Streaming- und TV-Ereignis „One World: Together At Home“ („Eine Welt: Zusammen zuhause“) geplant. Kuratorin der Veranstaltung war Lady Gaga, es wurden Beiträge von internationalen Künstlern und führenden Gesundheitsexperten gesendet.
Anfang April 2020 unterstützte die WHO sechs östliche Mitglieder der WHO-Europagruppe mit finanziellen Mitteln in Höhe von 140 Millionen Euro, davon stammten 30 Millionen Euro von der EU-Kommission. Die Mittel wurden für medizinische Ausrüstung, persönliche Schutzausrüstungen und Diagnosetests sowie Schulungen für das medizinische und das Laborpersonal und Informationskampagnen in Armenien, Aserbaidschan, Georgien, Republik Moldau, Ukraine und Belarus verwendet.
Die WHO veröffentlichte außerdem Informationen zur individuellen Vorbeugung, basierend auf den neusten wissenschaftlichen Erkenntnissen. Am 29. April lauteten die Empfehlungen:
- regelmäßig und gründlich die Hände mit Wasser und Seife oder mit einer für die Handdesinfektion geeigneten Handwaschlotion waschen, oder mit einem Handdesinfektionsmittel auf Alkoholbasis benetzen;
- mindestens 1 m Abstand zu anderen Personen halten;
- überfüllte öffentliche Plätze meiden;
- möglichst nicht Augen, Nase oder Mund berühren;
- in die Armbeuge niesen oder husten bzw. in ein Taschentuch;
- zu Hause bleiben, wenn man sich krank fühlt;
- bei Fieber, Husten und Kurzatmigkeit einen Arzt konsultieren (vor Besuch zuerst anrufen);
- auch bei milden Symptomen (wie z. B. leicht laufender Nase oder Kopfschmerzen) zu Hause bleiben

COVAX ist eine von drei Säulen des Access to COVID-19 Tools (ACT) zur Beschleunigung des „Zugangs zu COVID-19-Instrumenten“, die im April 2020 von der Weltgesundheitsorganisation (WHO), der Europäischen Kommission und Frankreich als Reaktion auf die COVID-19-Pandemie gegründet wurden. Die WHO hat in Zusammenarbeit mit der Global Alliance for Vaccines and Immunisation (GAVI, „Globale Allianz für Impfstoffe und Immunisierung“) und der Coalition for Epidemic Preparedness Innovations (CEPI) auch COVAX implementiert, um die globale Impfstoffentwicklung zu koordinieren. 184 Länder sind bislang COVAX beigetreten, davon sind 92 Volkswirtschaften, die sich aufgrund niedriger und mittlerer Einkommen den Impfstoff nicht leisten können, berechtigt, über Gavi COVAX Advance Market Commitment (AMC) Zugang zu COVID-19-Impfstoffen zu erhalten (Stand 12. November 2020). Es ist sicherzustellen, dass jedes teilnehmende Land einen garantierten Anteil an Dosen erhält, um die am stärksten gefährdeten 20 Prozent seiner Bevölkerung bis Ende 2021 impfen zu können.
Am 1. Juni 2021 präsentierten IWF, WHO, Weltbank und WTO einen gemeinsamen Plan für einen gerechteren Zugang zu Impfungen und forderten die internationale Gemeinschaft auf, eine verstärkte und koordinierte weltweite Impfstrategie zu unterstützen, umzusetzen und mit neuen finanziellen Mitteln zu fördern.
Am 1. Dezember 2021 einigten sich die 194 Mitglieder der WHO, einen völkerrechtlich verbindlichen Vertrag zur Pandemieprävention auszuarbeiten.
Am 5. Mai 2023 wurde die internationale Gesundheitsnotlage aufgehoben.

### Maßnahmen in der EU
In einer am 29. Januar 2020 abgeschlossenen Umfrage unter 47 Laboren ermittelte das Europäische Zentrum für die Prävention und die Kontrolle von Krankheiten (ECDC) die Testkapazität innerhalb der Europäischen Union (EU) auf 8275 pro Woche an 37 Laboren in 24 Staaten. Diese Kapazität sollte bis zum 17. Februar 2020 auf 9150 Tests pro Woche an 46 Laboren erhöht werden.
Bei einem Treffen der EU-Gesundheitsminister am 13. Februar 2020 in Brüssel wurde eine enge Zusammenarbeit beschlossen, um den Informationsaustausch, die Beschaffung persönlicher Schutzausrüstungen und notwendige Kapazitäten bei Behandlung und Diagnose von COVID-19 sicherzustellen. Es wurden finanzielle Mittel für die Forschung und Entwicklung eines Impfstoffes bereitgestellt. EU-weit geltende Einreisebestimmungen wurden nicht vereinbart, allerdings wurde geplant, dass Reisende aus bestimmten Regionen zu ihren Kontakten mit Menschen aus den von der Epidemie betroffenen Gebieten befragt werden. Bei dem Treffen lehnte Bundesgesundheitsminister Jens Spahn nationale Alleingänge ab, ebenso das Fiebermessen von Einreisenden.
Am 24. Februar 2020 gab die Europäische Kommission Hilfsinvestitionen in Höhe von 232 Millionen Euro bekannt. Die Gelder sind für die WHO, für Forschung, für Afrika und für Flüge für die Rückholung von EU-Bürgern bestimmt.
Am 12. März 2020 beschloss die Europäische Zentralbank (EZB), bis zum Jahresende für langfristige Kredite für Banken und den Aufkauf von Wertpapieren 120 Milliarden Euro bereitzustellen. Eine Woche später kündigte die EZB weitere Anleihekäufe im Umfang von 750 Milliarden Euro bis Ende des Jahres an, womit sie die Wirtschaft stabilisieren will.
Die EU-Kommission verabschiedete am 16. März 2020 Leitlinien, in denen sie die Mitgliedstaaten aufforderte, bei Grenzkontrollen für einen möglichst ungehinderten Warenverkehr im europäischen Binnenmarkt sowie für einen freien Grenzübertritt der im Gesundheits- und Nahrungsmittelsektor arbeitenden Pendler zu sorgen. EU-Bürgern, die durch ein anderes Land nach Hause wollen, solle die Durchreise erleichtert werden.
Am 17. März 2020 beschlossen die Staats- und Regierungschefs der Europäischen Union ein sofort wirksam werdendes 30-tägiges Einreiseverbot für Nicht-EU-Bürger. Ausnahmen gibt es für Personen mit längerfristigem Aufenthaltsrecht in einem EU-Staat sowie Sonderregelungen für Staatsbürger von EFTA-Staaten und dem Vereinigten Königreich. Wer einen dringenden Einreisegrund habe (beispielsweise eine Beerdigung oder einen Gerichtstermin), müsse dafür die entsprechenden Nachweise mitführen.
Die EU-Kommission kündigte am 20. März 2020 an, sie werde wegen der Corona-Krise die Haushaltsregeln lockern. Zum ersten Mal werde die allgemeine Ausweichklausel des EU-Stabilitätspakts aktiviert. Das heißt, dass „nationale Regierungen so viel Liquidität wie nötig in die Wirtschaft pumpen können“.
Anfang März kam es in einigen Ländern zu Exportsperren für Schutzausrüstung, insbesondere Atemmasken und Schutzkleidung, so in Deutschland und Frankreich. Dadurch wurden Lieferungen für schon stark betroffene Länder wie Italien, Schweiz oder Österreich, zurückgehalten. Die EU-Kommission musste eine Rüge wegen mangelnder Solidarität aussprechen. Erst Mitte März 2020 konnte eine Einigung erzielt werden, die auf gemeinsame Beschaffung durch die Kommission und Exportbeschränkungen nur für EU-Drittländer hinausläuft. China kündigte an, Europa mit inzwischen dort nicht mehr benötigtem Material zu versorgen. Allerdings stellten sich viele dieser chinesischen Lieferungen später als Mangelware heraus.
Bundeskanzlerin Angela Merkel lobte die Initiativen der EU-Kommission, beispielsweise zur gemeinsamen Beschaffung von Schutzkleidung.
Bei einer Umfrage des Marktforschungsdienstes Aposcope gaben 32,1 % von 56 befragten Apotheken an, beim Verkauf der Masken einen Aufschlag von 40 % bis unter 50 % zu erheben; 16,1 % verlangten einen Aufschlag von 50 % und mehr. Der Einkaufspreis für chirurgische Masken lag nach Angaben des Bayerischen Apothekerverbands bisher bei wenigen Cent und stieg seit dem Übergang zur Maskenpflicht auf ein bis zwei Euro. Die Bundesvereinigung der deutschen Apothekerverbände wies darauf hin, dass die Berufsordnung für Apotheker „allzu offensive Preisgestaltung, vulgo ‚Wucher‘“, verbiete.
In einem Video-Gipfeltreffen der Staats- und Regierungschefs der Mitgliedstaaten am 26. März 2020 vertraten einige Teilnehmer, so wie zuvor auch zahlreiche Ökonomen, die Position, dass die Staaten gemeinsame Anleihen für die Bekämpfung der Krise (auch als „Corona-Bonds“ bezeichnet) ausgeben sollten. Es kam aber zunächst zu keiner Einigung auf eine gemeinsame Position zur Finanzierung von Krisenbewältigungsmaßnahmen. Der Präsident des Europäischen Forschungsrats Mauro Ferrari reichte aus Enttäuschung über die Reaktion der EU auf die Krise am 7. April 2020 seine Kündigung ein.
Am 9. April 2020 beschloss die EU als erste Hilfsmaßnahme, besonders von der Pandemie betroffenen Mitgliedstaaten Kredite des Eurorettungsschirms ESM bis zu einer Höhe von 240 Milliarden zu gewähren, Kredite der Europäischen Investitionsbank (EIB) in Höhe von 200 Milliarden Euro für Unternehmen bereitzustellen und ein Kurzarbeiterprogramm namens „SURE“ (Support Mitigating Unemployment Risks In Emergency, deutsch Unterstützung zur Minderung des Arbeitslosenrisikos im Notfall) mit einem Umfang von 100 Milliarden Euro aufzustellen. Ein längerfristiges, zweites Hilfspaket gleicher Höhe (ein sogenannter Recovery Fund) wurde zwar vereinbart, aber es kam vorerst zu keiner Einigung über eine konkrete Finanzierung.
Die Europäische Gruppe für Ethik der Naturwissenschaften und der Neuen Technologien (EGE), welche eine beratende Funktion gegenüber der Europäischen Kommission hat, gab im April 2020 eine Erklärung über die Europäische Solidarität und den Schutz der Grundrechte während der COVID-19-Pandemie ab. Sie rief dazu auf, die Solidarität nicht auf die eigene Region oder das eigene Land zu beschränken, und wies darauf hin, dass sozioökonomisch schlechter gestellte Menschen stärker von der Pandemie betroffen sind. Den Auswirkungen – dem Wirtschaftsabschwung ebenso wie einer Zunahme von häuslicher Gewalt, Kindesmissbrauch und Selbstmorden – sei durch unmittelbare Unterstützungsmaßnahmen finanzieller und psychosozialer Art zu begegnen, ausgehend von dem gleichen, auf der Menschenwürde beruhenden Wert aller Menschen. Konkret sei auf den Instrumenten der finanziellen Unterstützung aufzubauen, die zur Bewältigung der Finanzkrise 2008 eingesetzt wurden; EU-Mitgliedstaaten, die größere medizinische Ressourcen haben, sollen sie mit anderen teilen. Die Rettung von Menschenleben sei das erste Ziel, wobei zugleich darauf zu achten sei, dass die Krise nicht zum Machtmissbrauch verwendet werde. Überwachungsdaten seien nach einer Abwägung der Verhältnismäßigkeit frühzeitig wieder zu löschen. Nach der Krise sei aus den gesammelten Erfahrungen eine gemeinsame Strategie für den Umgang mit zukünftigen Bedrohungssituationen zu entwickeln.
Am 18. Mai 2020 legten Angela Merkel und Emmanuel Macron überraschend einen gemeinsamen Vorschlag für einen Wiederaufbaufonds vor. Statt einer gesamtschuldnerischen Haftung wie bei „Corona-Bonds“ sollen die Hilfen in Höhe von 500 Milliarden Euro über den EU-Haushalt finanziert werden. Hierdurch wäre auch eine direkte demokratische Kontrolle der Mittelverwendung möglich.
Die künftige European Health Emergency Response Authority (HERA) soll im Rahmen einer Europäischen Gesundheitsunion als europäische Behörde für Notfallmaßnahmen im Gesundheitswesen geschaffen werden. Ausgelöst durch die Probleme bei der Bekämpfung der COVID-19-Pandemie legte die Europäische Kommission am 11. November 2020 die Hauptelemente der künftigen Behörde fest, die ab Ende 2021 tätig werden soll.

### Außenpolitik und außenpolitische internationale Zusammenarbeit

#### Flug- und Reiseverkehr
Zwischen 12.000 und 15.000 Verkehrsflugzeuge blieben weltweit im April 2020 am Boden. Ein Analyst der Credit Suisse erwartete im Juli 2020 einen Rückgang der Erträge im Zivilluftverkehr um 90 Prozent gegenüber dem Vorjahr.
Studien im Gefolge der SARS-Pandemie 2002/2003 ergaben, dass die meisten infizierten Personen bei Flugreisen relativ wenige Kontaktpersonen ansteckten, während es durch einige andere Personen zu einem Superspreading kam. In einer Studie zu einem Flug mit 112 Passagieren wurden 16 Erkrankungen dokumentiert, welche infolge eines bereits erkrankten Passagiers entstanden. Dabei wurde eine Häufung der Ansteckungen bis zu 3 Reihen vor dem Indexpatienten, in einem Abstand bis zu 2,30 m, festgestellt.

#### Einzelne betroffene Kreuzfahrtschiffe
Mehrere Kreuzfahrtschiffe wurden im Rahmen der COVID-19-Pandemie unter Quarantäne gestellt, andere mussten aufgrund von Befürchtungen, dass sich das Virus an Land weiter ausbreiten könnte, ihre Route ändern, um an einem anderen Hafen anzulegen. Mehrere Staaten holten ihre Bürger, die auf unter Quarantäne gestellten Kreuzfahrtschiffen festsaßen, in die Heimat zurück. Teils wurde die Handhabung der Quarantänemaßnahmen an Bord und rund um die Ausschiffung als ein Risiko für eine verstärkte Ausbreitung des Virus bewertet.

### Weltbank
Nachdem die Weltbank schon im März 2020 ein Hilfspaket von 12 Milliarden US-Dollar aufgelegt hatte, das Entwicklungsländer beim Kampf gegen das Coronavirus unterstützen sollte, kündigte sie im April 2020 an, 160 Milliarden bereitzustellen.
Die Weltbank hatte im Jahr 2017 die Finanzierungseinrichtung für Pandemienotfälle (englisch Pandemic Emergency Financing Facility, kurz: PEF) als Versicherungsmarkt für weltweite Pandemienotfälle eingeführt, in Zusammenarbeit mit den Rückversicherern Swiss Re, Münchener Rück und GC Securities. Es wurden Anleihen in Höhe von insgesamt 320 Millionen US-Dollar ausgegeben. Diese werfen jährlich hohe Zinsen ab, im Gegenzug verlieren Anleger ihre Einlage zum Teil oder auch in Gänze, falls die Bedingungen für eine Pandemie erfüllt sind. Das Geld wird dann zur Finanzierung der Krisenreaktion verwendet. Dies geschieht laut Medienberichten 84 Tage nach einem entsprechenden Lagebericht der WHO. Teils ist es selbst für gut informierte Investoren schwer einzuschätzen, wann der Pandemienotfall eintritt. Die Anleihe, die nicht an öffentlichen Börsen gehandelt wird, verlor im Zuge der Coronavirus-Epidemiekrise stark an Wert. Experten betonen, dass die Summe klein ist im Vergleich der Gesamtheit der liquiden Mittel der Weltbank in Höhe von zehn Milliarden Dollar.

### Vereinte Nationen
Der Generalsekretär der Vereinten Nationen António Guterres rief am 23. März zu einem sofortigen globalen Waffenstillstand auf, um Zivilpersonen in den Konfliktregionen vor der Pandemie zu schützen. Guterres sagte später, dass sein Aufruf seitdem von 70 Staaten sowie von regionalen Partnern, nichtstaatlichen Akteuren, Netzwerken der Zivilgesellschaft und Organisationen unterstützt worden ist. Darunter seien auch elf in langjährige Konflikte verwickelte Staaten. Eine Online-Petition, die auf diesen Aufruf der UN Bezug nahm, wurde von mehr als eine Million Personen unterstützt.
Die Vereinten Nationen gaben am 2. April 2020 eine erste gemeinsame Resolution zur COVID-19-Pandemie ab. Sie riefen darin zu mehr internationaler Zusammenarbeit und Multilateralismus auf, mahnten den Schutz der Menschenrechte an und sprachen sich gegen Diskriminierung, Rassismus und Fremdenfeindlichkeit aus. Einige Staaten, darunter Russland, hatten im Vorfeld gefordert, auch zur Aussetzung von internationalen Sanktionen aufzurufen. In den Medien wurde die späte Reaktion der Vereinten Nationen auf die Bedrohung des Weltfriedens und der internationalen Sicherheit als eine „Kluft zwischen normiertem Anspruch und der Wirklichkeit“ kritisiert.
Am 15. April 2020 begrüßten die UN-Organisationen IOM, UNHCR und UNICEF Luxemburgs Aufnahme unbegleiteter minderjähriger Flüchtlinge aus Griechenland.
Die Allianz für Multilateralismus sagte in einer gemeinsamen, von den Außenministern zahlreicher Staaten unterzeichneten Erklärung vom 16. April 2020 den Vereinten Nationen, der WHO und anderen internationalen Organisationen ihre Unterstützung für deren Anstrengungen zu, die Pandemie einzudämmen, zu bekämpfen und ihre Ausbreitung zu verhindern.
Medien berichteten von einem Veto der Vereinigten Staaten vom 8. Mai 2020 gegen einen bisher ausgehandelten Kompromissvorschlag für eine COVID-19-Resolution. Diese sollte eine weltweite Waffenruhe in der Pandemie unterstützen. Die Vereinigten Staaten widersprachen der Nennung der WHO in dem Entwurf, der von Frankreich und Tunesien ausgearbeiteten worden war. Ebenso wenig stimmten sie einem in der Wortwahl abgewandelten Entwurf zu.

### Internationale Nichtregierungsorganisationen
Einige internationale Nichtregierungsorganisationen (NGOs) setzten sich in Wuhan bei der Bekämpfung des Virus ein, darunter Project HOPE, Direct Relief und Save the Children China.
Die nationalen Rotkreuzgesellschaften arbeiten als nationale Hilfsgesellschaften in enger Zusammenarbeit mit Behörden für die Bekämpfung des Virus.
Die Organisation Ärzte ohne Grenzen (MSF) setzt sich unter anderem in Italien, Spanien, Belgien, Frankreich, der Schweiz, Norwegen und Griechenland für gefährdete Bevölkerungsgruppen ein. In Italien unterstützen etwa 30 MSF-Mitarbeiter Krankenhäuser, Pflegeheime und Patienten und helfen Hausärzten und Gesundheitsfachleuten bei der Umsetzung häuslicher Isolierung (Stand: 27. März 2020). In Spanien richtete MSF temporäre Spitale ein, wo Patienten mit moderaten Beschwerden behandelt werden können, um Notaufnahmen und Intensivstationen zu entlasten, und berät zum Schutz von medizinischem Personal und älteren Menschen. In Frankreich unterstützt MSF die örtlichen Gesundheitsbehörden bei der Diagnose und Behandlung von Infektionen in gefährdeten Bevölkerungsgruppen, insbesondere unter Migranten und Obdachlosen.

### Forschungseinrichtungen und Universitäten
- Die Verlage mehrerer bedeutender medizinischer und naturwissenschaftlicher Fachzeitschriften haben wissenschaftliche Publikationen zum Thema COVID-19 zeitnah und vollständig frei zugänglich (d. h. im Open Access) veröffentlicht, um medizinischen Fachleuten und Forschern den direkten Zugang zum aktuellen Stand der Wissenschaft zu erleichtern: beispielsweise The-Lancet-Zeitschriften des Elsevier-Verlags,[289] das Journal of the American Medical Association (JAMA) des Verbandes American Medical Association (AMA),[290] The New England Journal of Medicine (NEJM) der Massachusetts Medical Society[291] oder Nature der Springer Nature Verlagsgruppe.[292] Die WHO richtete eine bibliografische Datenbank ein.[293]

- Forschung findet einerseits auf den Gebieten der Impfstoffentwicklung und zur Behandlung[294][295] Erkrankter statt, andererseits wird an Diagnostik zum Nachweis einer aktiven Erkrankung und an Antikörpertests zum Nachweis einer bereits stattgefundenen Infektion geforscht. Wichtige Vorarbeit für die Impfstoffentwicklung war die Entschlüsselung des Erbguts des in Wuhan isolierten Virus im Januar 2020, veröffentlicht in der frei zugänglichen GenBank des Nationalen Zentrums für Biotechnologieinformation, gefolgt von der Entschlüsselung weiterer Genomsequenzen.[296] Fortschritte bei der Diagnostik und den Antikörpertests verbessern die Nachverfolgbarkeit der Krankheit und können so durch angepasste Infektionsschutzmaßnahmen dazu beitragen, die Verlaufskurve abzuflachen, was wichtig ist, um die Zahl der Intensivpatienten unterhalb der Kapazitätsgrenze der Intensivbetten zu halten.[297] Noch im Januar 2020 wurden erste Nachweisverfahren für SARS-CoV-2 (damals noch als 2019-nCoV bezeichnet) mittels Reverse-Transkriptase-Polymerase-Kettenreaktion (RT-PCR) publiziert, weitere Gruppen von Wissenschaftlern veröffentlichten ihre entwickelten Methoden; sie sind auf der Website der WHO abrufbar.[298]

- Forscher entwickelten, verbesserten und ergänzten diverse Software, um die Pandemie abzumildern, die SARS-CoV-2-Viren besser zu verstehen, die Verbreitung von COVID-19 einzudämmen und mögliche Gegenmaßnahmen – wie etwa potenziell umfunktionierbare medizinische Gegenmittel – zu evaluieren oder besser ein- und umzusetzen.

- Im Rahmen von Forschungskooperationen wird zur schnelleren Entschlüsselung des SARS-CoV-2-Virus und der Erforschung von Behandlungsmöglichkeiten die Rechenleistung folgender Supercomputer, des Oka Ridge Summit, Sierra u. a., im COVID-19 High Performance Computing Consortium gebündelt. Die Gesamtrechenleistung beträgt 600 Petaflops, unterstützt durch 6,8 Mill. CPU-Kerne, 50.000 Grafikprozessoren und 165.000 Netzwerkknoten.[299] Demselben Zweck dient das Projekt Folding@home.

- Forschern der schweizerischen Eawag und der ETH Lausanne ist es Ende April 2020 gelungen, Spuren des SARS-CoV-2-Virus im Abwasser nachzuweisen. In täglich aus der Abwasserreinigungsanlage von Lausanne entnommenen Proben konnten sie den Anstieg der SARS-CoV-2-Viren im Abwasser im März und April grob nachzeichnen. Der Forschungserfolg erlaubt es, einen allfälligen Wiederanstieg der Infektionen rund eine Woche schneller zu erkennen als aufgrund der Tests. Ziel ist es, aus rund zwanzig großen, geografisch gut über die Schweiz verteilten Kläranlagen das Abwasser von rund 2,5 Millionen Menschen im Rahmen eines Frühwarnsystems zu überwachen.[300]

- In Deutschland ist – insbesondere verglichen mit den Vereinigten Staaten – weniger in die Entwicklung von Medikamenten gegen das Virus investiert worden. Investitionen richteten sich vor allem auf die Entwicklung von Impfstoffen.[301]

- Forscher der TU Darmstadt entwickeln in Kooperation mit der Stadtentwässerung Frankfurt am Main ein Monitoringsystem zum PCR-basierten Nachweis von Coronaviren im Abwasser, welches dabei auch asymptomatisch Infizierte erfassen können soll. Eine Auswertung der Wissenschaftlichen Dienste des Deutschen Bundestages zu den internationalen Forschungsaktivitäten hinsichtlich einer abwasserbasierten Epidemiologie liegt seit Juni 2021 vor.[302][303]

## Auswirkungen
Die national sowie international beschlossenen Maßnahmen hatten wiederum drastische Auswirkungen auf eine Vielzahl von Lebensbereichen, die im Folgenden kurz aufgeführt und in den jeweiligen Hauptartikeln näher beschrieben sind.

### Sozioökonomische Auswirkungen
Die Pandemie hatte, neben einem Rückgang der statistischen Lebenserwartung um 1,6 Jahre, weitreichende wirtschaftliche Auswirkungen, die sich zunächst in China und Asien, später weltweit bemerkbar machten.

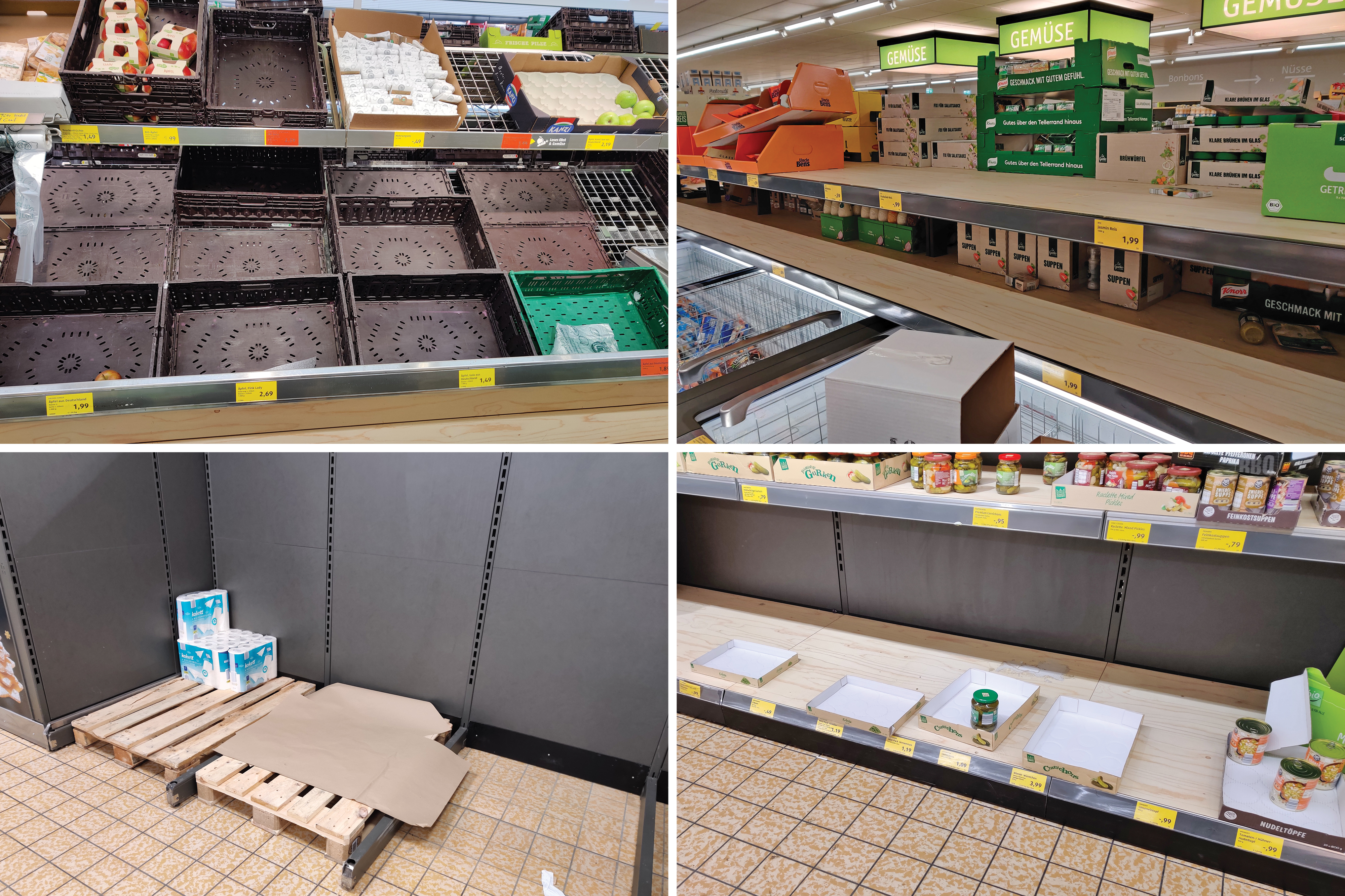
Aufgrund von Hamsterkäufen waren verschiedene Produkte wie Reis, Nudeln, Konserven und Toilettenpapier zeitweise ausverkauft

Die Quarantäne ganzer Regionen und Ausgangsbeschränkungen für die Bevölkerung wirkten sich auf die Versorgungslage aus und führten im Einzelhandel mitunter zu Hamsterkäufen von haltbaren Lebensmitteln und Toilettenpapier (Klopapierkrise). Ebenfalls waren Dienstleistungsbranchen wie Tourismus, Gastronomie oder Unterhaltungseinrichtungen betroffen, die starke Umsatzeinbußen verzeichneten. Die Unterbrechung länderüberschreitender Lieferketten führte zu zumindest zeitweiligen Produktionsstopps. Im März 2020 kam es an den Aktienmärkten vieler Staaten zum Börsenkrach. Die Wirtschaftskrise im Jahr 2020 wurde in den Medien auch als Coronarezession bezeichnet. Der Internationale Währungsfonds stellte dazu im Oktober fest, dass diese Auswirkungen nicht nur durch Lockdowns verursacht wurden, sondern auch bei anhaltenden hohen Infektionszahlen ohne Lockdown durch das freiwillige Verhalten der Bevölkerung. Demnach habe sich gezeigt, dass frühe Lockdowns wirtschaftlich effektiver seien als langfristige milde Maßnahmen. Die kurzfristigen Kosten des Lockdowns seien geringer als die langfristigen. Gleichzeitig zeige sich, dass die Maßnahmen stärkere Auswirkungen auf Frauen und jüngere Menschen hätten.
Die Pandemie hat weitreichende soziokulturelle Auswirkungen, so etwa auf die Arbeitswelt und die Schule. Da die Menschen dazu angehalten werden, ihre Arbeit möglichst von zu Hause auszuführen (Homeoffice), können negative gesundheitliche Begleiterscheinungen auftreten (siehe Massenquarantäne #Bewertung der Maßnahme). Im Zusammenhang mit dem Homeoffice ist in Deutschland beschlossen worden, dass Arbeitgeber dazu verpflichtet sind, Homeoffice anzubieten, soweit keine betrieblichen Gründe entgegenstehen. Infolge der Pandemie kam es aber auch zu Kurzarbeit und zu Entlassungen. Hinzu kamen regionale oder landesweite Schulschließungen. Im Rahmen der COVID-19-Pandemie zeigen sich ebenfalls Auswirkungen auf das soziale Miteinander; beispielsweise kam es nach dem Aufruf zur räumlichen Distanz zu Ovationen an Fenstern und Balkonen als Dank an das medizinische Personal für seine Arbeit in der Krise. Teils kam es aber auch zu Diskriminierung, Rassismus und Ausgrenzung von Personen, von denen lediglich vermutet wurde, sie könnten das neuartige Coronavirus übertragen. Die Pandemie hat teils auch psychologische Folgen, etwa Ängste und zwischenmenschliche Probleme. Vor allem im Internet kursieren viele Falschinformationen zur COVID-19-Pandemie.
In nahezu allen betroffenen Ländern, insbesondere aber in solchen mit Massenquarantänemaßnahmen oder anderen Ausgangsbeschränkungen beziehungsweise Kontaktverboten, sind kulturelle Veranstaltungen, wie Theater, Konzerte, Kino, Museumsbesuche, Besichtigungen, nahezu zum Erliegen gekommen. Hierzu zählen auch Kirchweihen, Jahrmärkte, Stadt- und Dorffeste. Zahlreiche Kinostarts wurden verschoben, Preisverleihungen und Festivals abgesagt. Wegen der Pandemie wurden zahlreiche Sportveranstaltungen abgesagt oder verschoben; zunächst waren Veranstaltungen in China, später in Asien und im Verlauf der Pandemie weltweit betroffen.
Während der Pandemie verschärfte sich die soziale Ungleichheit. Im Jahr 2020 vergrößerte sich laut Forbes der Reichtum der rund 2.200 Milliardäre um 1,9 Billionen Dollar. Es war der höchste je verzeichnete Anstieg. Die Financial Times kam zusammen mit Morgan Stanley zu einer noch stärkeren Vergrößerung des Reichtums. So konnten Milliardäre weltweit ihre Vermögen im Jahr 2020 um fünf Billionen Dollar auf 13 Billionen Dollar erhöhen und die Anzahl der Milliardäre stieg von 2.000 auf 2.700. Aufgrund dessen bewertete Marcel Fratzscher dieses Jahr „für die Hochvermögenden [als] das finanziell erfolgreichste Jahr in der Menschheitsgeschichte“. Gleichzeitig nahm die Armut zu und es gab 160 Millionen Arme mehr. In Deutschland entsprach der Vermögenszuwachs der zehn reichsten Deutschen ab Beginn der Pandemie bis Anfang 2022 dem Gesamtvermögen der ärmeren 40 Prozent. Kurz vor Beginn des Weltwirtschaftsforums am 17. Januar 2022 veröffentlichte die Hilfsorganisation Oxfam den Ungleichheitsbericht „Inequality Kills“ (Ungleichheit tötet). Manuel Schmitt, Referent für soziale Ungleichheit bei Oxfam Deutschland, kommentierte: „Für Milliardäre gleicht die Pandemie einem Goldrausch.“ Laut Oxfams Jahresbericht 2022 hat seit Beginn der Pandemie extremer Reichtum ungewöhnlich stark zugenommen. Vor allem große Unternehmen und Milliardäre konnten ihre Vermögen stark vergrößern. 2020 und 2021 erhielt das reichste Prozent der Weltbevölkerung zwei Drittel des weltweiten Vermögenszuwachses. In Deutschland waren es sogar 81 Prozent (siehe auch Vermögensverteilung in Deutschland). Die weltweiten Forderungen bspw. nach Übergewinnsteuern und höheren Vermögenssteuern wurden daher häufiger und teilweise Realität. Laut Hans-Jürgen Jakobs hat die Pandemie zu einer drastischen Steigerung von Fusionen und Firmenkäufen geführt. Das weltweite Volumen der Mergers & Acquisitions erreichte im Jahr 2021 den Rekordwert von 5,9 Billionen Dollar. 2019 lag der Wert bei 4 Billionen Dollar. In Deutschland wurde 2021 die Spitzensumme von fast 250 Milliarden Dollar erreicht, nach einem Wert von 163 Milliarden 2019.

### Auswirkungen auf den öffentlichen Verkehr
Während der Pandemie wurde in vielen Ländern ein Mindestangebot des öffentlichen Personennahverkehrs aufrechterhalten. Desinfektions- und Reinigungsmaßnahmen wurden verstärkt, das bargeldlose Bezahlen und E-Ticketing in vielen Städten ausgeweitet.
Weltweit gingen die Fahrgastzahlen beim öffentlichen Personenverkehr zurück. Das World Resources Institute beispielsweise verwies auf einen Bericht, der einen Rückgang von 50 bis 90 Prozent angibt. Dadurch entstanden Einnahmeausfälle. In Europa erwartet der Sektor einen Verlust durch zurückgehende Ticketverkäufe um 40 Milliarden Euro für 2020. Verbände wie der Internationale Verband für öffentliches Verkehrswesen plädierten für staatliche Unterstützung, da der öffentliche Verkehr als Schlüsselfaktor für die Wirtschaft und die soziale Entwicklung angesehen wird. Das Weltwirtschaftsforum sprach sich darüber hinaus für eine Modernisierungs- und Digitalisierungsoffensive aus, um das veränderte Fahrgastverhalten besser zu bewältigen.

### Auswirkungen auf den Politikbetrieb
Durch Erkrankung ranghoher Politiker sowie Vorbeugungs- und Quarantänemaßnahmen veränderte sich die Staatsführung in einigen Ländern, insbesondere die Ausübung einer parlamentarischen Demokratie stellte die Staaten vor Herausforderungen.
Dem International IDEA zufolge wurden mit Stand vom Mai 2020 weltweit 50 nationale und regionale Wahlen und Referenden verschoben. Die Frage, wie das Wahlrecht während der Pandemie ausgeübt werden soll, führte zu zahlreichen Diskussionen und Auseinandersetzungen. „Die Wahlen selbst werden so zum Politikum“, urteilte Der Standard aus Wien.
Die UN-Klimakonferenz 2020 wurde um ein Jahr auf November 2021 verschoben.

### Auswirkungen auf Umwelt und Ressourcenverbrauch
Die umfassenden Einschränkungen der wirtschaftlichen Aktivitäten weltweit und der individuellen Mobilität wie des globalen Tourismus führten zu einem Rückgang der Umweltverschmutzung und des Kohlendioxid-Ausstoßes in vielen Weltregionen: Der „Earth Overshoot Day“ („Erdüberlastungs-“ oder „Welterschöpfungstag“) verschob sich vom 29. Juli des Vorjahres um fast einen Monat nach hinten auf den 22. August 2020.

### Anderweitige Auswirkungen auf die Gesundheitsversorgung
Abseits der direkten Folgen der Krankheit hatte die Pandemie zahlreiche medizinische Auswirkungen, etwa durch Verschiebung geplanter, nicht als notwendig erachteter Operationen, um Kapazitäten in Krankenhäusern freizuhalten.
Die WHO warnte davor, die Bekämpfung anderer Krankheiten während der Pandemie zu vernachlässigen, etwa den Kampf gegen Malaria in Subsahara-Afrika. Da COVID-19-Patienten zur Behandlung sekundärer Infektionen häufig Antibiotika bekommen, könnte dies die bereits seit Jahren zunehmende Ausbreitung der Antibiotikaresistenzen beschleunigen.

### Auswirkungen auf Forschung und Lehre
Die Pandemie führte zu drastischen Einschränkungen des akademischen Austauschs. Um soziale Distanzierung aufrechtzuerhalten, wurden zahlreiche akademische Forschungsprojekte heruntergefahren. So wurde in einem Artikel in der Radiological Society of North America über mögliche Folgen Maßnahmen für die Radiologie berichtet. Schwierigkeiten werden bei der Wiederaufnahme unterbrochener klinischer Studien gesehen.
Andererseits fand ein intensivierter internationaler Austausch von Informationen und Forschungsergebnissen zum Virus SARS-CoV-2, zum Krankheitsverlauf von COVID-19 und zu epidemiologischen Fragestellungen statt.
Die Pandemie führte zu Einschränkungen in der akademischen Lehre. So wurden Auslandssemester ausgesetzt und der Lehrbetrieb wurde auf Online-Kommunikation umgestellt.

### Auswirkungen auf Kunst und Kultur
Die Pandemie hat massive Auswirkungen auf fast alle Bereiche der Kultur und Kunst durch
- die bei Lockdowns notwendige Absage aller Präsenz-Veranstaltungen
- die geringeren Besuche von Museen, Ausstellungen und dgl.
- Einkommensverlust für Mitarbeiter im Kulturbetrieb und von freischaffenden Künstlern.

Der Mangel der Freizeitmöglichkeiten hat auch Rückwirkungen auf andere soziokulturelle Bereiche, etwa durch Demotivation in der Bildungs- und Arbeitswelt sowie andere psychologische Folgen. Wegfallende Kulturereignisse verstärken ferner die Tendenz zu Bewegungsmangel, was langfristige gesundheitliche Schäden hervorrufen kann.
Den Auswirkungen der Einkommensverluste wird in vielen Staaten durch finanzielle Zuschüsse oder steuerliche Entlastungen entgegengewirkt, während die anderen Schäden nur schwieriger abgemildert werden können.
Als Beispiel dafür sei die Aktion Neustart Kultur genannt – ein Programm der deutschen Bundesregierung vom Sommer 2020. Es ist mit zwei Milliarden Euro dotiert, um den Kulturbetrieb und dessen gefährdete Infrastruktur zu erhalten. Viele Künstler boten aufgrund der großflächigen Veranstaltungsabsagen Live-Streams aus leeren Locations an. Dies führte zu einem großen Angebot von digitalen Kunstwerken wie beispielsweise der Konzertfilmserie WeLive – Das Musikfestival oder dem Klangspektrum BW. Zu den Neukompositionen, die aufgrund der Pandemie entstanden, zählt beispielsweise die Missa brevis in tempore coronae für Sopransolo und Orgel von Robert Mehlhart.
Ein breites mediales Echo löste das Klatschen an den Fenstern während der COVID-19-Pandemie aus, ein weltweites Phänomen während der Massenquarantäne 2020 als Dank an die Beschäftigten des Gesundheitswesens.

### Proteste
Seit 2020 kam es in einigen europäischen Städten zu Demonstrationen wegen der Einschränkungen des Alltagslebens (Maskenpflicht, Lockdown usw.) durch Rechtsnormen. Am 25. Januar 2021 kam es zu gewalttätigen Demonstrationen in niederländischen Städten wegen der coronabedingten vorgezogenen Sperrstunde in der Gastronomie, teilweise wurde die Militärpolizei eingesetzt. In Amsterdam wurden zahlreiche Ladengeschäfte geplündert. Es gab viele Verletzte und Festnahmen.
Die niederländische Polizei sprach von „den schlimmsten Krawallen in 40 Jahren“. Unruhen gab es auch in Tilburg, Enschede, Venlo, Roermond, Breda, Arnheim und Apeldoorn. Am Abend des Folgetages kam es in mehreren Städten der Niederlande erneut zu Ausschreitungen wegen der Ausgangssperre.

## Subjektive Wahrnehmung der Pandemie
Der Thinktank European Council on Foreign Relations (ECFR) machte im Sommer 2021 Umfragen in 12 EU-Mitgliedstaaten. Im Norden und Westen der EU gab nur eine Minderheit an, gesundheitlich oder wirtschaftlich von COVID betroffen zu sein; in den Ländern im Süden und Osten Europas gab dagegen eine deutliche Mehrheit dies an.
65 Prozent der Deutschen und 42 Prozent der Österreicher sagten, sie spürten weder gesundheitliche noch ökonomische Folgen der Krise. Fast die Hälfte sagte, sie fühle sich in ihrem Alltag nicht frei. Nur 11 Prozent der Spanier, 12 Prozent der Ungarn und 16 Prozent der Dänen fühlen sich unfrei.
Die Autoren der ECFR-Studie schrieben, es sei besorgniserregend, dass »die einen den Motiven ihrer Regierung vertrauen« und andere nicht.

## Statistiken und Modellrechnungen zur Epidemie
Die täglichen WHO-Berichte beinhalten die aus den Mitgliedsstaaten gemeldeten Fallzahlen, dadurch kommt es zu einer zeitlichen Verzögerung. Das Zentrum für Systemwissenschaft und Systemtechnik (englisch Center for Systems Science and Engineering, kurz: CSSE) an der Johns Hopkins University entwickelte eine alternative Sammlung der durch örtliche Stellen gemeldeten Fälle und Präsentation der Daten per als Dashboard bezeichneten Online-Tool.
Diese Zahlen unterliegen einem größeren Vorbehalt als die an anderer Stelle gezeigten Daten der WHO, mehr Informationen dazu finden sich im Abschnitt Genesung.

### Bestätigte Tote und Übersterblichkeit

Fall-Verstorbenen-Anteile verschiedener Länder

Experten verweisen darauf, dass Zahlen zu Todesfällen nach der Definition der WHO auch insofern unsicher sind, als in Fällen einer Coronavirusinfektion diese wie bei allen Atemwegserkrankungen nicht notwendigerweise die finale Todesursache sein müsse. Dies könne man vielfach nur anhand der Ergebnisse einer Autopsie unterscheiden. Umgekehrt werden aber auch nicht alle Toten, die auf das Virus zurückzuführen sind, tatsächlich als solche identifiziert. Um diese Unsicherheiten bei der Bewertung der Schwere einer Seuche zu berücksichtigen, wird neben der Anzahl der Toten, die nach den Falldefinitionen bestätigt infiziert waren (siehe auch oben Abschnitt Vergleich mit Influenza (Grippe)), die Übersterblichkeit festgestellt, was jedoch erst nachträglich möglich ist. Die Problematik der Zuordnung der Todesarten ist ein bekanntes Problem. Die international nach einheitlichen Regeln geführte Todesursachenstatistik berücksichtigt in den statistischen Auswertungen nur eine Hauptdiagnose, obschon laut Neue Zürcher Zeitung „bei fast 90 Prozent aller Todesfälle mehr als eine Diagnose verzeichnet“ werde. Die Todesursachenstatistik sei zudem arbeitsintensiv, bisher von geringer Priorität und würde daher mit großer Verzögerung erstellt; in der Schweiz seien die Daten für 2017 im Dezember 2019 veröffentlicht worden. Bereits Anfang April 2020 konnte jedoch das Eintreten einer Übersterblichkeit für die Woche vom 16. bis zum 22. März 2020 aufgrund der COVID-19-Pandemie festgestellt werden. Anfang April berichtet Der Spiegel über die Datenlage des europäischen Netzwerks Euromomo (European Monitoring of Excess Mortality for Public Health Action), das wöchentliche Bulletins über die Gesamtsterberaten seiner 24 europäischen Partnerländer bzw. -regionen veröffentlicht. Danach sei noch in der 13. Kalenderwoche in der Gesamtstatistik aller erfassten Länder kaum ein Ausschlag zu sehen. Die Zahlen müssten jedoch wegen verzögerter Meldungen vorsichtig interpretiert werden. Trotz dieser Unsicherheiten sei für die 14. Woche ein deutlicher Ausschlag von 10.000 Toten, also 70.000 statt der zu erwartenden 60.000 Toten, zu erkennen. Der Anstieg gehe hauptsächlich auf vier Staaten mit durch die Coronavirus-Pandemie in Teilen zusammengebrochener Gesundheitsversorgung zurück (Italien, Frankreich, Spanien und England). In Italien und Spanien musste bereits die Triage eingeführt werden. Deutlich erhöht sei die Sterblichkeit auch in der Schweiz und in den Niederlanden. Euromomo fasst die Statistik der 14. Kalenderwoche wie folgt zusammen:

“The latest pooled estimates from the EuroMOMO network show a marked increase in excess all-cause mortality overall for the participating European countries, related to the COVID-19 pandemic. This overall excess mortality is driven by a very substantial excess mortality in some countries, primarily seen in the age group of 65 years and above, but also in the age group of 15–64 years.”

„Die jüngsten zusammengefassten Schätzungen des EuroMOMO-Netzwerks zeigen einen deutlichen Anstieg der überhöhten Gesamtsterblichkeit in den teilnehmenden europäischen Ländern im Zusammenhang mit der COVID-19-Pandemie. Diese Gesamtübersterblichkeit ist in einigen Ländern auf eine sehr erhebliche Übersterblichkeit zurückzuführen, die vor allem in der Altersgruppe der über 65-Jährigen, aber auch in der Altersgruppe der 15–64-Jährigen zu beobachten ist.“

Eine aktualisierte Darstellung der 15. Kalenderwoche wurde vom EuroMOMO-Netzwerk Mitte April 2021 veröffentlicht. Informationen zur Entwicklung der Übersterblichkeit in Deutschland werden auch vom Statistischen Bundesamt veröffentlicht.
Im Juni 2021 veröffentlichte ein deutsch-israelisches Forscherteam die Aufbereitung der tödlichen Auswirkungen der COVID-19-Pandemie in vergleichbarer Form in über 103 Ländern, die aktuell größte Sammlung weltweiter Sterbedaten. Die Sterblichkeitsraten, bezogen auf bestimmte Zeiträume der Pandemie, ließen ein Bild der Lage unabhängig von der Corona-Teststrategie und -kapazität, den gemeldeten Infektionszahlen oder auch der Berichtspolitik eines Landes zu. In ihrer Studie berichten Dmitry Kobak vom Forschungsinstitut für Augenheilkunde der Universität Tübingen und Ariel Karlinsky von der Hebräischen Universität Jerusalem von extremen Unterschieden: Während die Todeszahlen in einigen lateinamerikanischen Ländern in der Pandemie um mehr als die Hälfte gestiegen seien, seien in Australien und Neuseeland sogar weniger Menschen als in vergleichbaren Zeiträumen vor der Pandemie gestorben. Für Deutschland weist die Studie für das Jahr 2020 eine Übersterblichkeit von 4 % aus, während das Statistische Bundesamt von höchstens einer leichten Übersterblichkeit spricht.
Der WHO-Chef Tedros Adhanom Ghebreyesus bezifferte im Mai 2023 die Anzahl der Todesfälle auf mindestens 20 Millionen.